# Castells

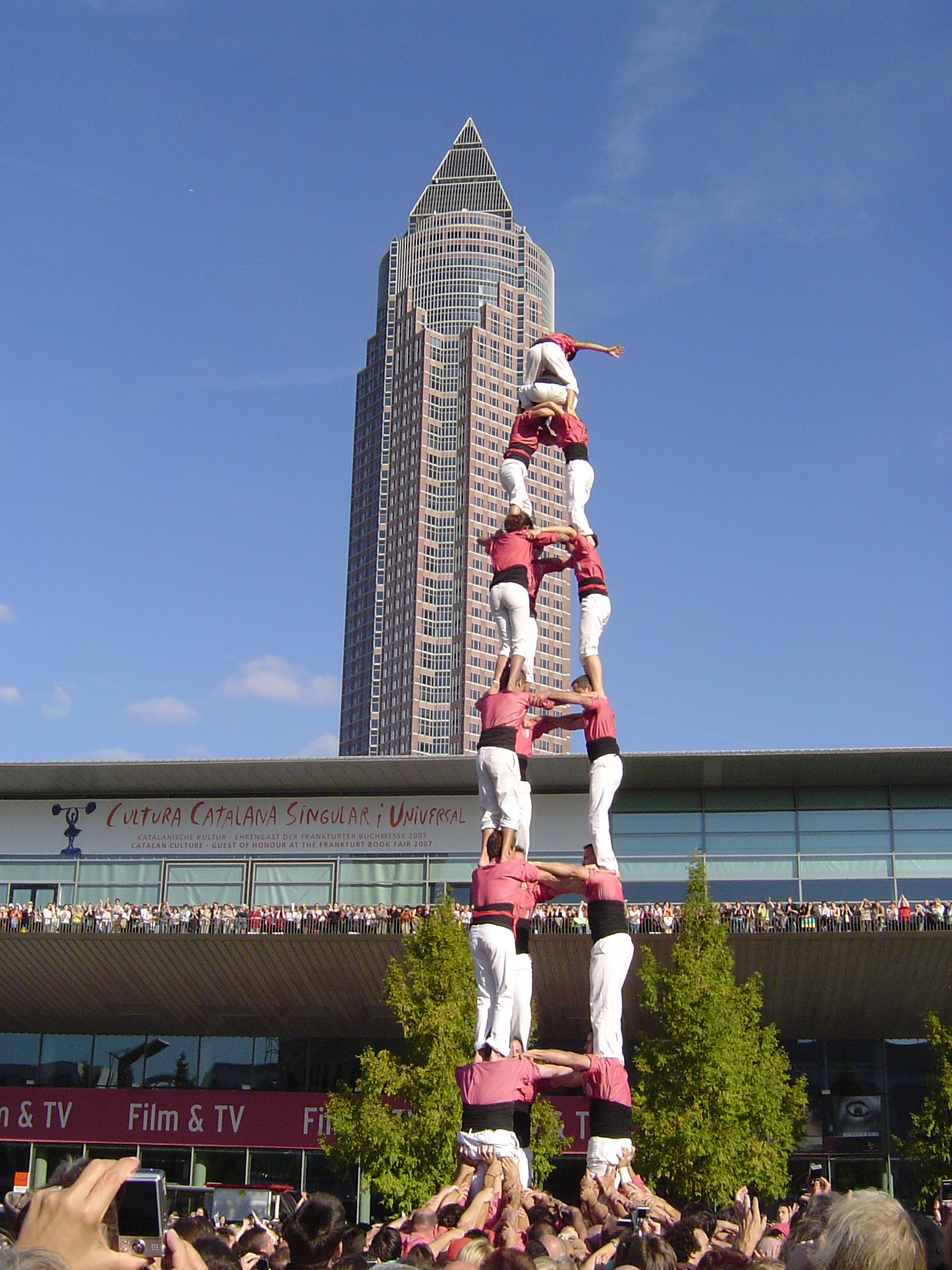
3de8 Tres de Vuit der Colla Vella dels Xiquets de Valls am 13. Oktober 2007 vor dem Messeturm in Frankfurt, D

Castells [kəsˈteʎs] (Katalanisch für ‚Burgen‘) sind Menschenpyramiden (Menschentürmen), die in Katalonien traditionell bei zahlreichen Festen errichtet werden. Die Castellers genannten Teilnehmer steigen dabei jeweils auf die Schultern ihrer Unterleute, bis eine bestimmte Höhe erreicht ist.
Die Castellers sind in Gruppen organisiert, die Colles Castelleres genannt werden. Der Aufbau von Castells erfolgt zu bestimmten Anlässen, zu Jahrestagen oder zu Patronatsfesten (Festa Major). Bei einer solchen Veranstaltung, einer Diada Castellera, versuchen meist mehrere Colles Castelleres, sich im Aufbau möglichst eindrucksvoller Menschentürme zu übertrumpfen.
Zum Grundrepertoire gehören die Türme mit Einer-, Zweier-, Dreier-, Vierer- und Fünferstrukturen. Ein Castell kann bis zu zehn Stockwerke hoch werden; dies wurde bislang nur von vier Colles geschafft. Heute gibt es rund 100 Colles in Katalonien, die im Dachverband „CCCC“ (Coordinadora de Colles Castelleres de Catalunya) organisiert sind und als Aufnahmekriterium voraussetzen, Castells mit mindestens 6 Stockwerken errichten zu können. Des Weiteren gibt es 17 Colles außerhalb Kataloniens, u. a. in Berlin und Hamburg.
Der Ursprung dieser Tradition liegt im 18. Jahrhundert in der Stadt Valls und hat sich zunächst im Camp de Tarragona entwickelt. Im 20. Jahrhundert, besonders in den 1980er Jahren, breiteten sich die Castells in ganz Katalonien aus, vereinzelt auch darüber hinaus. Heute sind die Castells wie die Sardana wichtige Symbole für die eigenständige Kultur und für die Zusammengehörigkeit Kataloniens.
Seit dem 16. November 2010 gehören sie zum immateriellen Kulturerbe der Menschheit.

## Die Konstruktionen
Obwohl es zahlreiche Varianten gibt, besitzen alle Castells bestimmte Konstruktionselemente, die nach vergleichbaren Kriterien benannt werden.

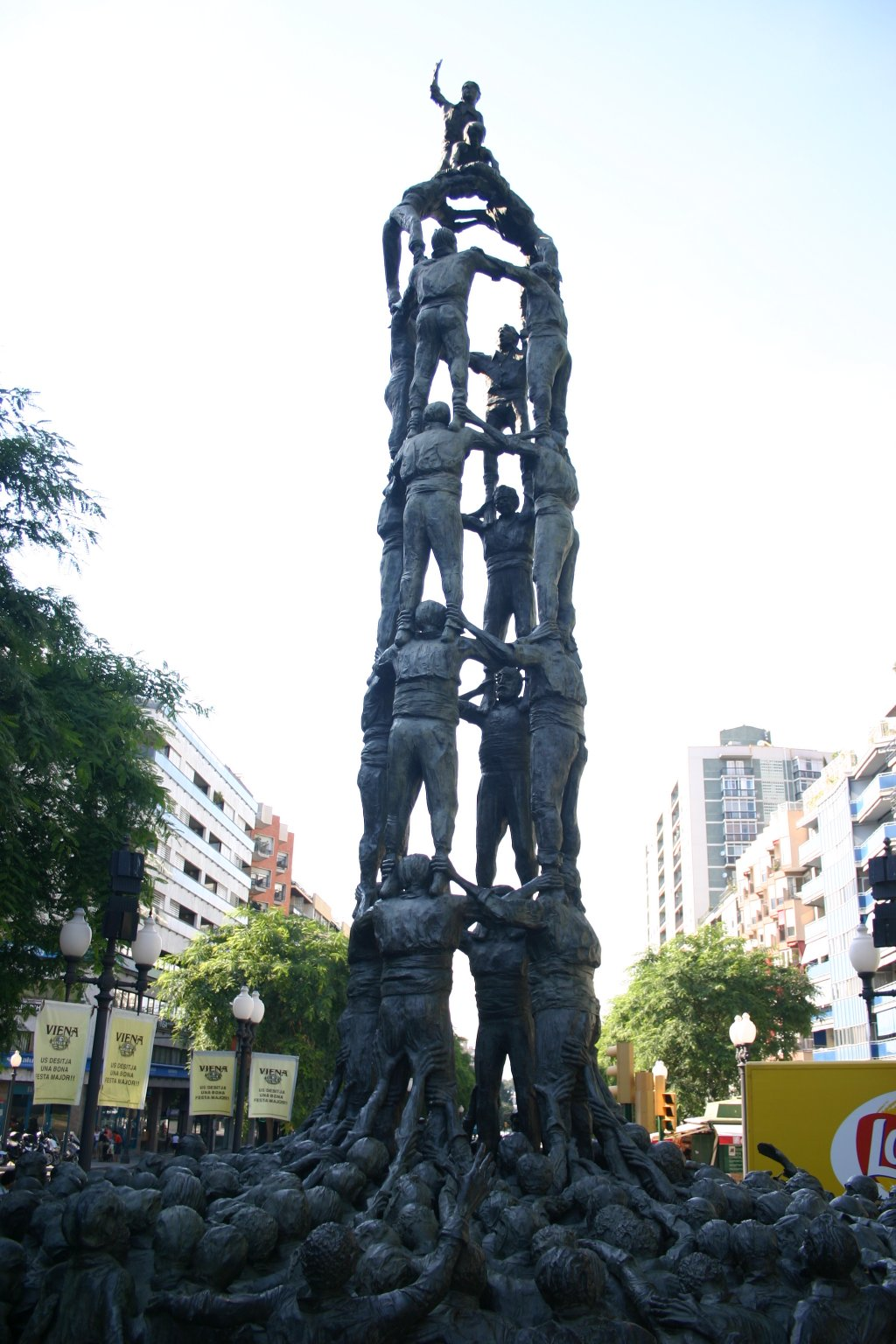
Monument als Castellers in Tarragona, ein 4de8

### Der Aufbau
Am links abgebildeten Denkmal für die Castellers (Mitglieder der Colles Castelleres) in Tarragona sind die drei typischen Elemente der Konstruktion zu erkennen:

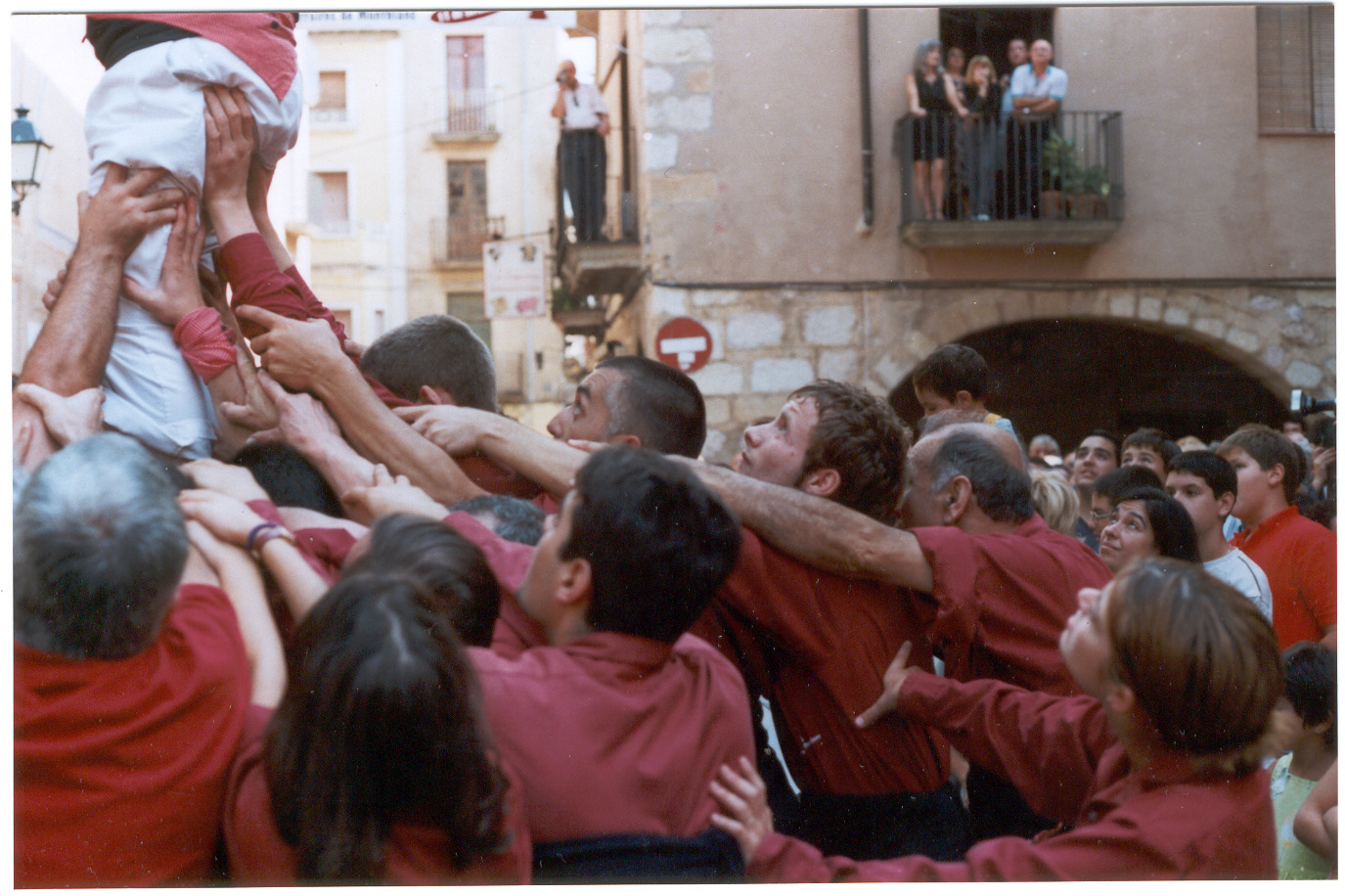
Detail aus der Pinya der Torraires de Montblanc

- Die Pinya (‚Zapfen‘) bildet die Basis des Castells. Sie stützt die Unterleute (Baixos), welche die Last des Castells tragen. Die Anzahl dieser Unterleute legt bereits die Struktur des Castells fest. In diesem Beispiel sind es vier Baixos, die allerdings in der Mitte der Pinya nicht sichtbar sind. Bei der Pinya handelt es sich keinesfalls um einen unstrukturierten Menschenhaufen, sondern um exakt positionierte und ausgewählte Castellers mit genau festgelegten Aufgaben. Sie ist der komplexeste Teil des Castells und kann aus mehreren hundert Personen bestehen. Neben der Stütze für die gesamte Konstruktion besteht ihre Aufgabe auch darin, die Folgen eines Einsturzes zu mildern.
- Tronc (‚Stamm‘) nennt man den unteren Teil des Castells. Er beinhaltet alle Ebenen mit gleicher Personenzahl einschließlich der Unterleute in der Pinya, den Baixos. In diesem Beispiel sind es fünf Ebenen zu je vier Castellers.

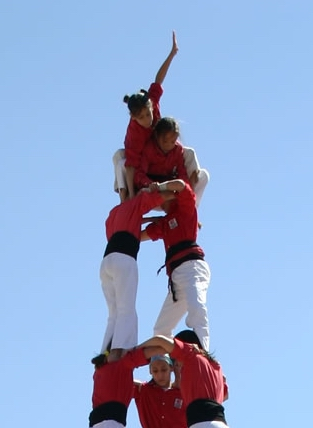
Pom de Dalt eines 3de8 der Castellers de Barcelona.

- Pom de Dalt (‚Kuppel‘) ist der oberste Teil des Castells. Er wird von den jüngsten und leichtesten Mitgliedern der Colla gebildet, der Canalla (am besten zu übersetzen mit neudeutsch „Kids“). Bei Türmen mit mehr als zwei Castellers pro Ebene besteht der Abschluss aus zwei stehenden Castellers (Dosos), einem über ihnen hockenden Aixecador (‚Heber‘), in der Regel dem kleinsten Mitwirkenden, und dem darauf "reitenden" Enxaneta (Jargon der Castellers für das Kind, das das Castell vollendet). Mit dem ausgestreckten Arm (l’Aleta) signalisiert dieser den vollständigen Aufbau. Anschließend wird der Turm zügig abgebaut, um die Last der Untenstehenden möglichst gering zu halten.

Ein Castell ist erst dann abgeschlossen und erhält in einem Wettbewerb die volle Punktzahl, wenn er wieder vollständig abgebaut (descarregat) wurde. Stürzt er vor dem vollständigen Abbau, aber nach dem Handzeichen des Enxaneta ein, so gilt er nur als aufgebaut (carregat) und erhält einen (relativ geringen) Punktabzug. Ein vorheriger Abbruch ohne Einsturz (Intent desmuntat / abgebauter Versuch) oder Einsturz beim Aufbau (Intent / Versuch) gibt keinen Punkt, auch wenn der Aufbau bereits weit fortgeschritten war. Erst wenn die Musik der Gralles einsetzt, wird der Turm überhaupt als Versuch (Intent) gewertet.

### Strukturen und Benennung

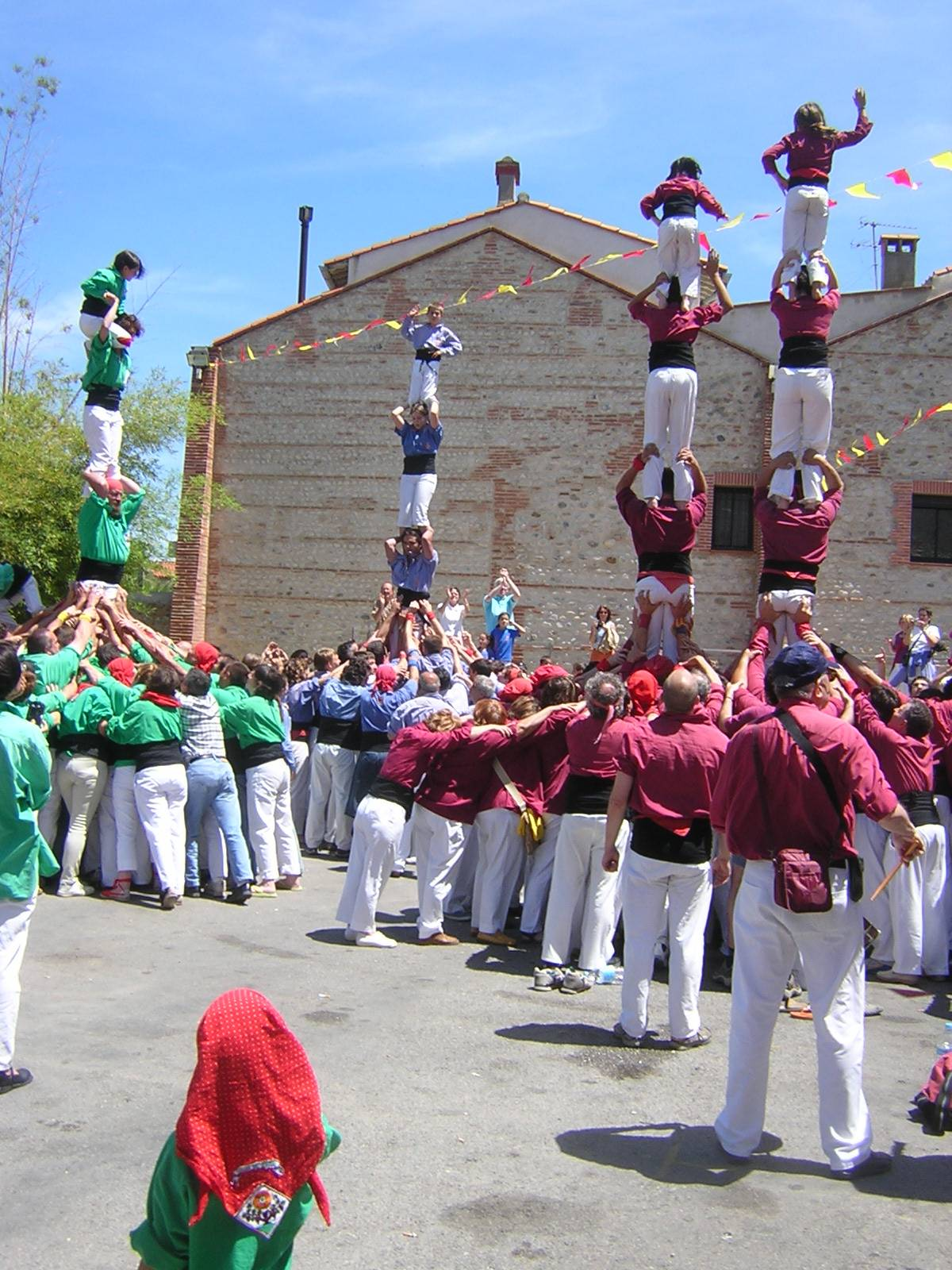
Viermal Pde4 Pilar de Quatre

Die Castells werden nach ihrer Struktur mit zwei Ziffern benannt. Die erste Ziffer bezieht sich auf die Anzahl von Castellers pro Etage, die Zweite auf die Anzahl der Etagen. Dabei werden die Ebenen des Pom de Dalt („Kuppel“) mitgezählt. Beispielsweise steht Tres de vuit (3de8) für ein achtstöckiges Castell mit drei Castellers pro Etage. Die Bezeichnungen für die Anzahl der Castellers pro Etage lauten Pilar de … (‚Säule‘) bei einem Casteller pro Etage, Dos de … oder Torre de … (‚Turm‘) bei zwei Castellers pro Etage, Tres de … bei drei Castellers pro Etage, Quatre de … bei vier Castellers pro Etage, Cinc de … bei fünf Castellers pro Etage. Seltener sind Siebener-, Achter-, Neunerstrukturen. Sehr selten Zehner- und Zwölferstrukturen.

### Beispiele
- Pde5 Ein Turm aus einzeln aufeinander stehenden Castellers ist ein Pilar (‚Pfeiler‘). Er heißt dann beispielsweise Pilar de Cinc.
- 2de6 Ein sechsstöckiger Turm aus jeweils zwei Castellers heißt dann Dos de Sis. Da ein Zweier-Turm auch Torre genannt wird, könnte er auch Torre de Sis heißen.
- 3de7 Eine Konstruktion von drei Castellers und sieben Ebenen ist demnach ein Tres de Set.
- 4de8 Das Castell des Monument als Castellers in Tarragona besteht aus vier Castellers pro Ebene und ist acht Ebenen hoch. Er ist ein Quatre de Vuit (‚Vier der Acht‘).

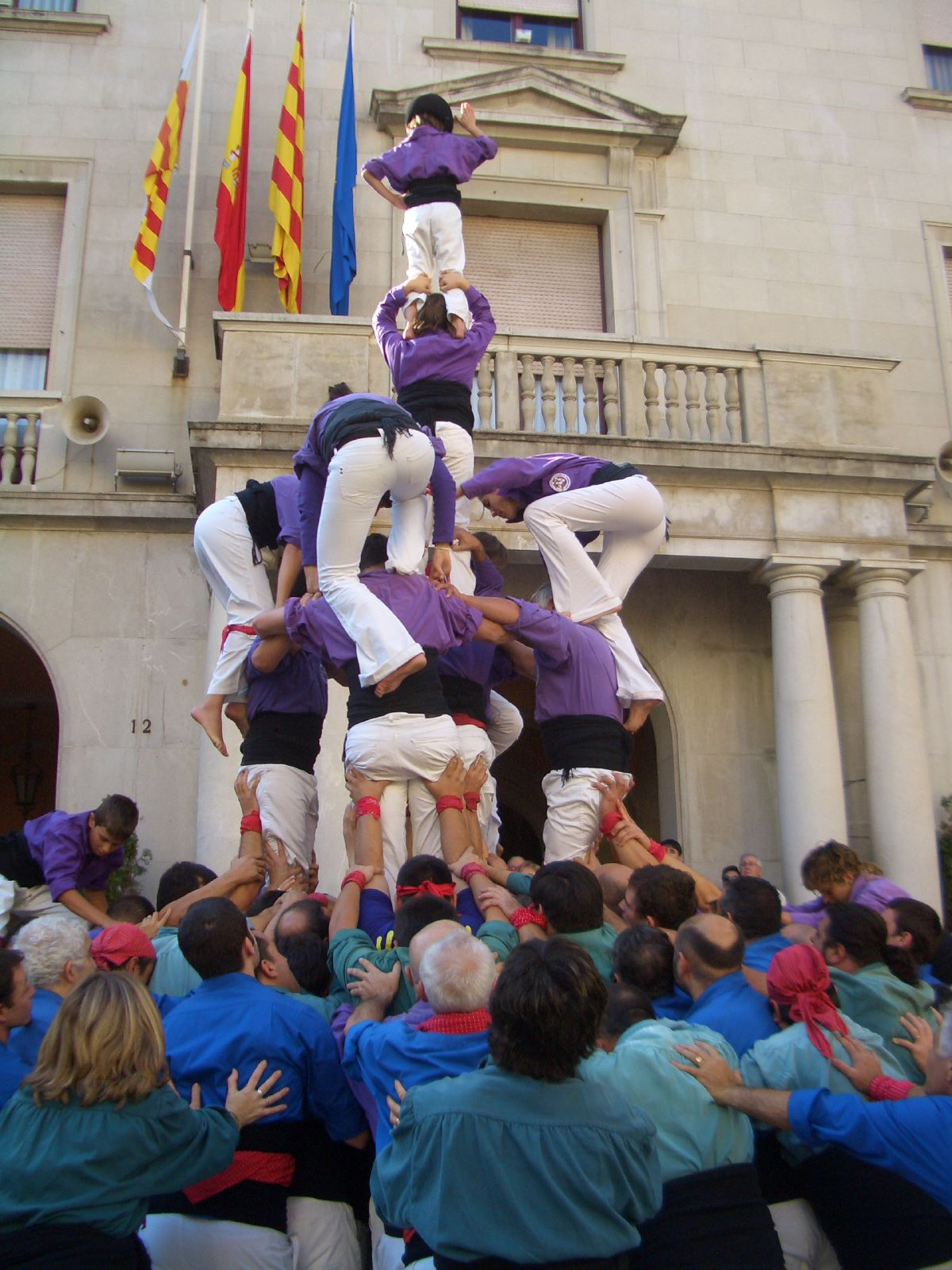
4de7a Quatre de Set amb l’Agulla der Colla Castellera de Figueres. Der umgebende Vierer-Turm wird abgebaut und die „Nadel“ (l’Agulla) bleibt stehen

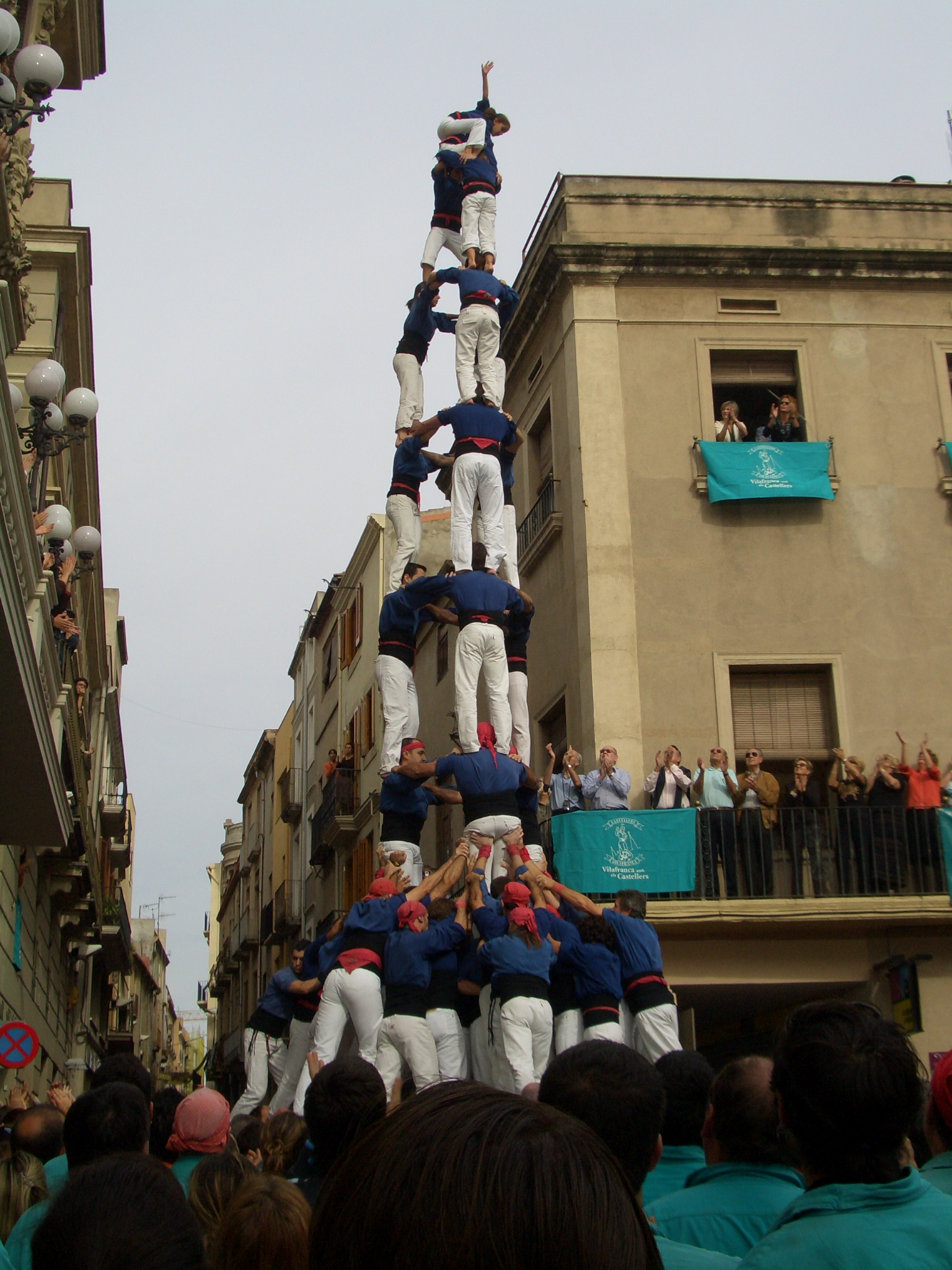
3de9f Tres de Nou amb Folre der Capgrossos de Mataró

- Pilar de sis ist ein sechsstöckiges Castell (Turm) mit einem Casteller pro Etage: Pde6. Wenn keine zusätzliche Bezeichnung genannt wird, versteht es sich, dass es sich um ein Castell mit einem erdebenen Fundament (pinya) handelt und dass es erfolgreich auf- und abgebaut worden ist.
- Cinc de nou amb folre: Neunstöckiges Castell mit fünf Castellers pro Etage, mit einem Stützring um die zweite Etage (folre): 5de9af.
- Tres de deu amb folre i manilles: Zehnstöckiges Castell mit drei Castellers pro Etage, mit zwei Stützringen um zweite (folre) und dritte (manilles) Etage: 3de10fm.
- Pilar de nou amb folre, manilles y puntals: Neunstöckiges Castell mit einem Casteller pro Etage, mit drei Stützringen um zweite (folre), dritte (manilles) und vierte (puntals) Etage: Pde9fmp.
- Quatre de vuit amb l’agulla: Achtstöckiges Castell mit vier Castellers pro Etage, und mit einem Pilar de sis (sechsstöckige Säule) innerhalb des Castells (Der Ablauf sieht aus, als würde eine Nadel (Agulla) durch Stoff durchstechen): 4de8a.
- Quatre de nou sense folre: Neunstöckiges Castell mit vier Castellers pro Etage, das normalerweise mit einem Stützring um die zweite Etage (folre) gebaut werden würde – zur Erhöhung der Schwierigkeit ohne (sense) folre gebaut wird: 4de9sf. Auch als sauber (net): 4de9net benannt oder nur 4de9.

Aus der Kombination dieser grundlegenden Strukturen lassen sich zahlreiche weitere Castells bilden. Der Quatre amb l’Agulla (‚Vierer mit Nadel‘) ist beispielsweise die Kombination eines Vierer-Castells mit einem um zwei Ebenen niedrigeren Pfeiler in der Mitte. Zunächst wird der Vierer-Turm errichtet und vom Enxaneta gekrönt. Während des anschließenden Abbaus der Vierer-Turms steigt der Aixecador aus der Kuppel (pom de dalt) auf den zeitgleich aufgebauten inneren Pfeiler. Die gesamte Konstruktion gilt als carregat (‚aufgebaut‘), wenn der Vierer-Turm abgebaut und der Pfeiler vollständig sichtbar ist. Abgeschlossen ist sie aber erst, wenn auch der Pfeiler abgebaut ist. Die Bezeichnung eines solchen Turms lautet beispielsweise Quatre de Set amb l’Agulla oder 4de7a. Dasselbe gilt analog auch für den Tres amb l’Agulla (‚Dreier mit Nadel‘). Einen 3de9 amb folre i l’agulla haben die Castellers de Vilafranca erstmals in der Geschichte der Castellers am 31. August 2009 während der Diada in ihrer Heimatstadt auf- und abgebaut.
Eine weitere Kombination ist der Fünfer-Turm (El Cinc). Er besteht aus einer Dreier- und einer Zweier-Struktur. Jede dieser miteinander verbundenen Teilstrukturen hat einen eigenen Acotxador, es gibt aber nur einen Enxaneta. Erst wenn dieser von beiden Spitzen gegrüßt hat, gilt die Konstruktion als aufgebaut. Seltener sieht man den Neuner-Turm (El Nou). Er besteht aus einem Dreier-Turm, dem drei Zweier-Türme mit jeweils einem Acotxador angeschlossen sind. Abgeschlossen wird der Turm entweder durch einen Enxaneta, der von jeder der drei Spitzen grüßt, oder von drei Enxanetas, die möglichst gleichzeitig die Teilstrukturen krönen. Sehr selten sind Castells mit Sechser-Struktur (Vierer verbunden mit Zweier) und mit Siebener-Struktur (Dreier verbunden mit zwei Zweiern).

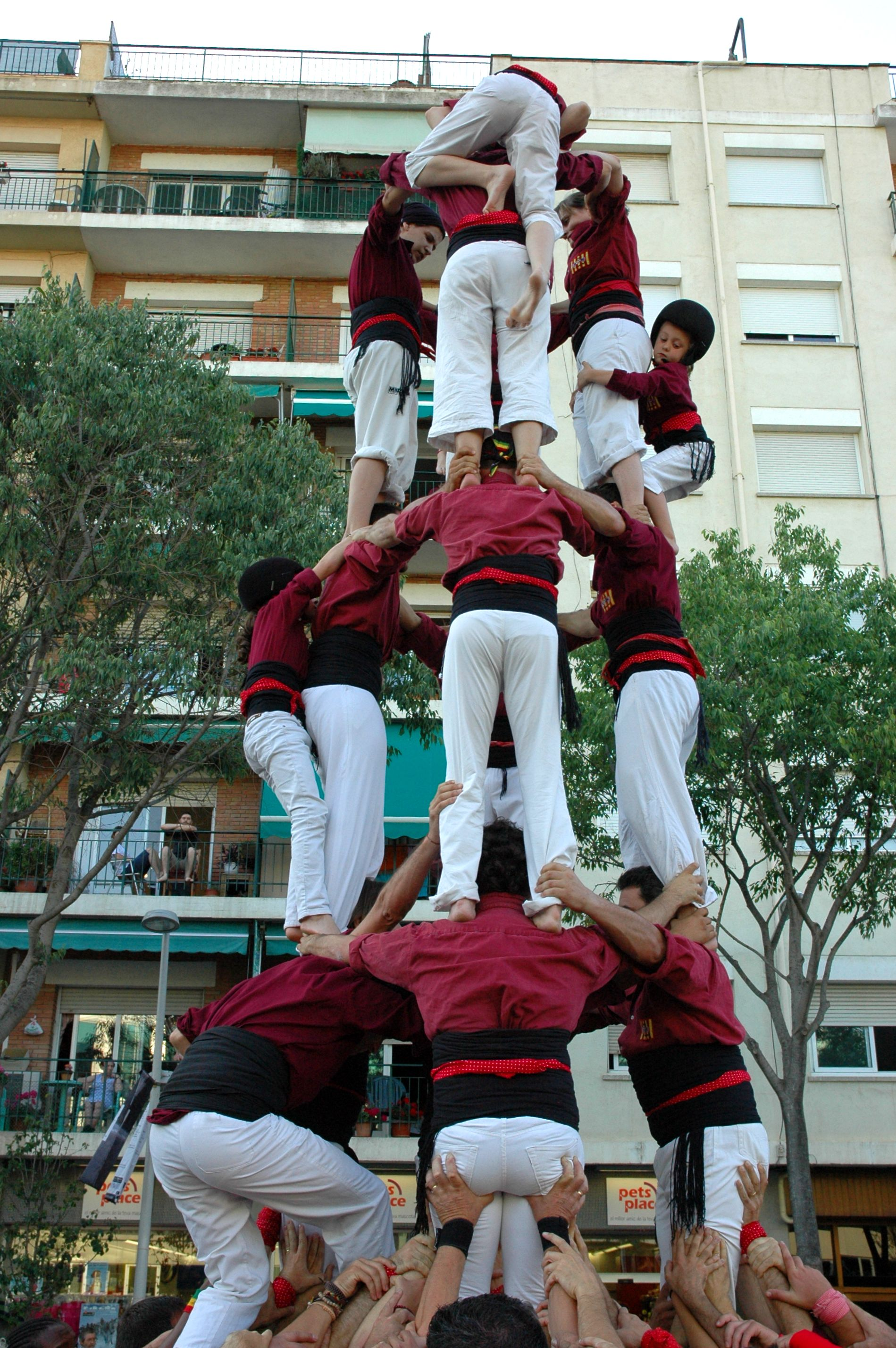
Die Xics de Granollers bauen einen 4de7 Quatre de Set auf

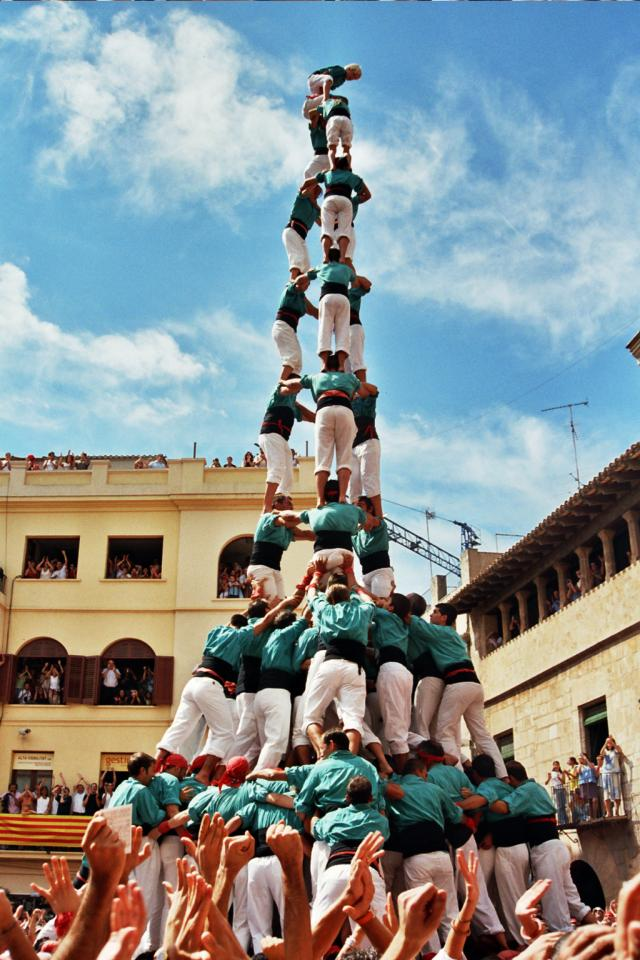
3de10fm Tres de Deu amb Folre i Manilles der Castellers de Vilafranca

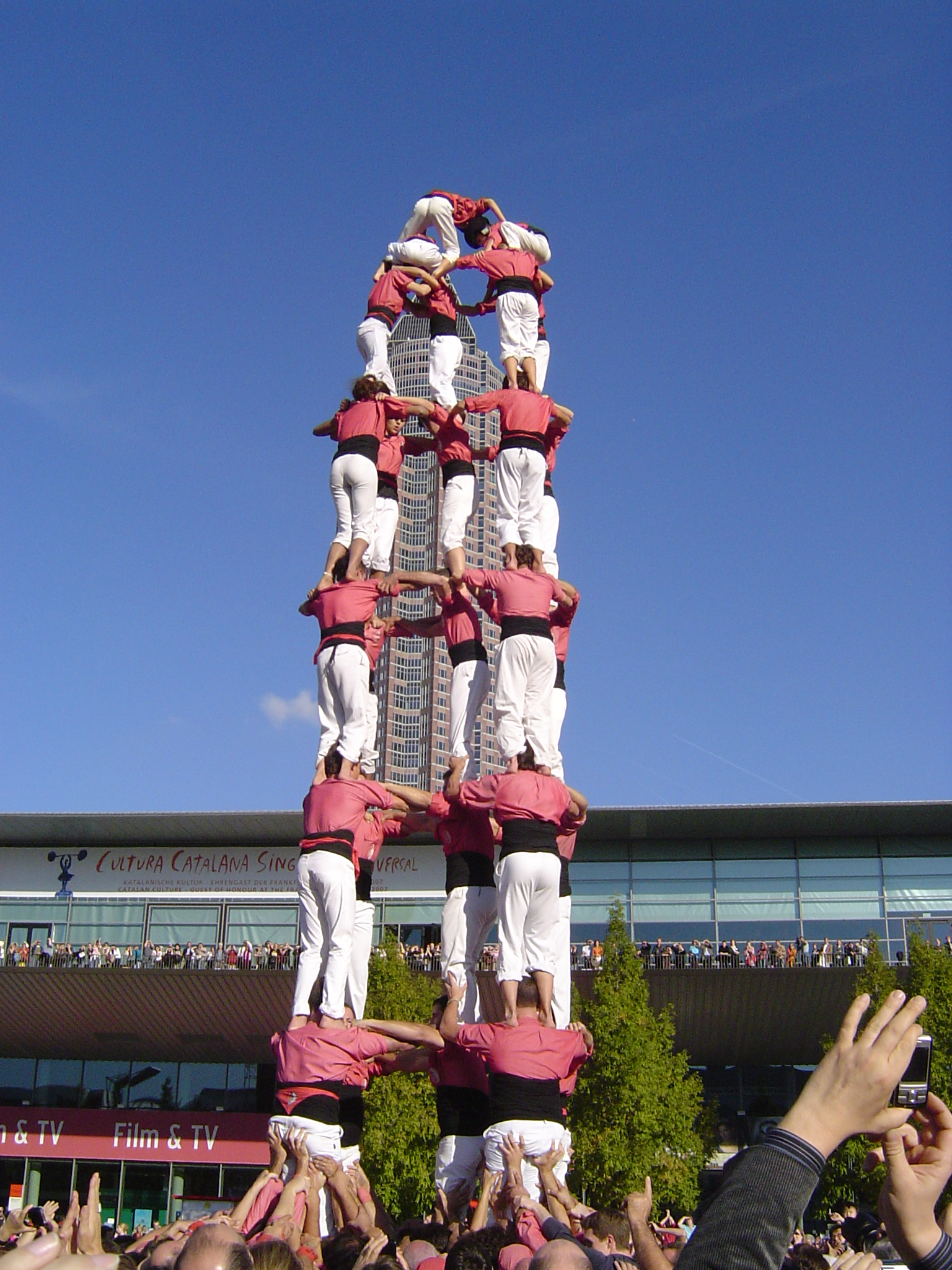
5de8 Cinc de Vuit („Die Kathedrale“) der Colla Vella dels Xiquets de Valls

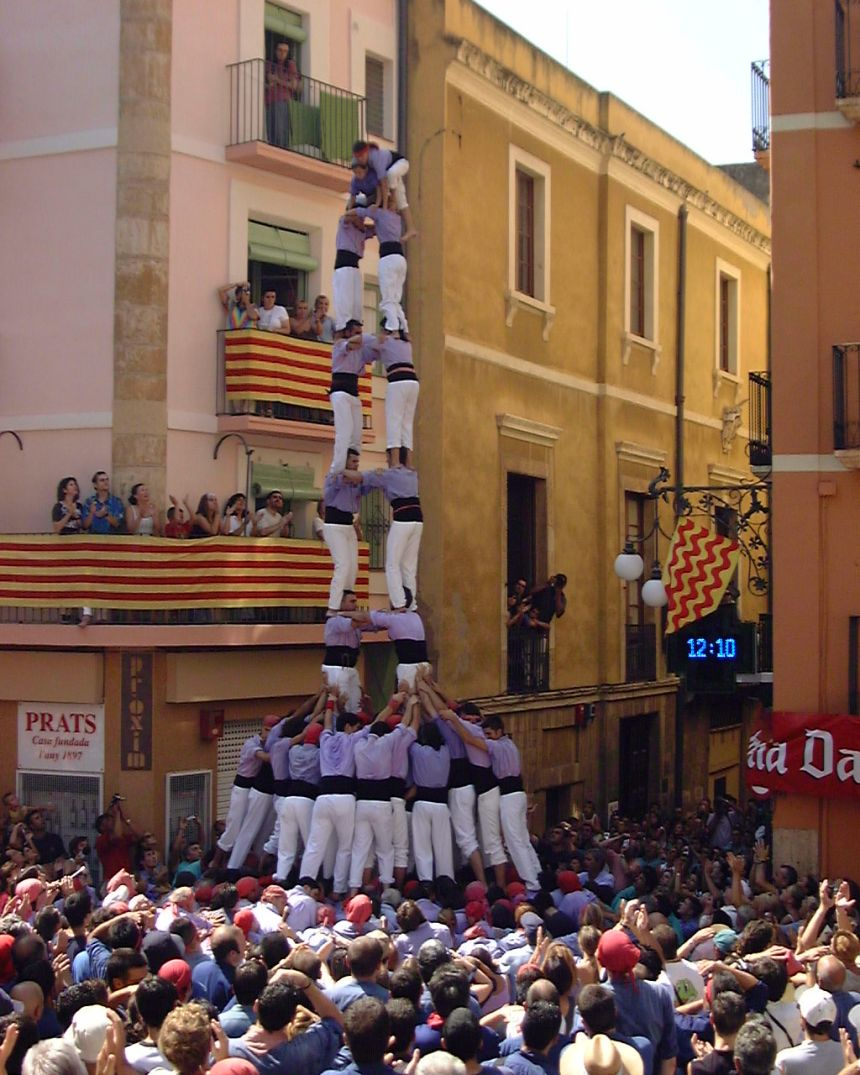
2de8f Dos de Vuit amb Folre der Xiquets de Tarragona

### Typologie
Neben der Struktur und der Anzahl der Ebenen gibt es weitere Kriterien zur Benennung und zur Bewertung eines Castells. So können größere Konstruktionen auch in der zweiten Ebene eine Stütze ähnlich der Pinya erhalten. Diese wird Folre (‚Überzug‘) genannt, und ein Dreier-Turm mit einer solchen Stützkonstruktion heißt dann beispielsweise Tres de Nou amb Folre oder 3de9f. Erhält auch die dritte Ebene eine Stütze, so spricht man von Manilles (‚Handschellen‘). Eine Stütze für die vierte Ebene wird Puntals (‚Streben‘) genannt. Nach einem einzigen Intent der Castellers de Vilafranca mit dem Pilar de Nou amb Folre, Manilles i Puntals oder Pde9fmp im Jahre 2002, versuchten sie sich erst 20 Jahre später an diesem bislang höchsten Pilar und konnten ihn am 1. November 2022 erfolgreich aufbauen (carregar). Die höchsten bisher errichteten Castells sind der Tres de Deu amb Folre i Manilles (3de10fm) und der Quatre de Deu amb Folre i Manilles (4de10fm).
Außerdem können bestimmte Castells auch „von unten“ (per sota, ps) aufgebaut werden. Bei dieser schwierigen und kraftraubenden Technik schieben sich die Castellers unter den wachsenden Turm und heben ihn jeweils um eine Ebene. Sie wird bei Dreier-Türmen und bei Pfeilern angewendet. Die Türme heißen dann beispielsweise 3de7ps (Tres de Set per sota) oder Pde6ps (Pilar de Sis per sota). An manchen Diades werden die Pilars durch die Straßen getragen (die bekannteste Diada diesbezüglich ist "La Mérce" in Tarragona, an der die vier Colles der Stadt, den Pilar de Quatre caminant die 19 Stufen bis zur Kathedrale rauf, wieder runter und 500 m weiter schlussendlich bis zum Rathausbalkon tragen). Dieser Pilar wird P4cam benannt. Manchmal werden zum Abschluss einer Diada auch mehrere Pilars einer Colla mit dem höchsten Pilar in der Mitte errichtet: Vano de 5 bedeutet zwei Pde4 und einen Pde5 in der Mitte. Sehr selten ist der Vano de 6; er wird aus je zwei Pde4, Pde5 und einen Pde6 gebildet.

### „Namhafte“ Castells
Einige Castells haben wegen ihrer Bedeutung über die Jahrzehnte besondere Namen erhalten. So erhielt der 4de8 (Quatre de Vuit), das große Ziel aller Castellers während des ersten Drittels des 20. Jahrhunderts, die noch heute gebräuchliche Bezeichnung Carro Gros („Großer Wagen“). Wegen seiner Größe erhielt der 5de8 (Cinc de Vuit) den Namen la Catedral („Die Kathedrale“). Allerdings wurde er in seinen Dimensionen durch den 5de9f (Cinc de Nou amb Folre) übertroffen, einer Fünfer-Konstruktion mit neun Ebenen und Verstärkung auf der zweiten Ebene. Sie erhielt den Namen la Supercatedral. Das hochwertigste Castell des 19. Jahrhunderts ist der noch heute legendäre 4de9 (Quatre de Nou). Er trägt den Namen Castell Total. Erst 1998 gelang es, diese Konstruktion nach 117 Jahren wieder zu errichten.
Der 2de8 (Torre de Huit) wird Bèstia indomable ("die unbezähmbare Bestie") genannt; der 3de10fm (Tres de Deu amb folre y manilles) wegen seiner großen Anzahl der Castellers die für den Bau nötig sind, heißt er Colós ("Koloss"). Das bislang nur einmal errichtete 9de9f (Nou de Nou amb Folre) wurde aufgrund der Ähnlichkeit mit einer großen Burg mit drei Türmen (Kombination aus einer Dreier- mit drei Zweierstrukturen) Fortaleza ("die Festung") "getauft". Der 9de9f ist das Castell mit den meisten Castellers im Tronc – nämlich 64 Personen (aufgebaut mit nur einer Enxaneta). Im Vergleich, das 4de10fm (obwohl ein Stockwerk höher), das im Tronc 32 Personen benötigt.

### Bewertung
Der Aufbau von Castells ist in erster Linie ein Fest, das von allen Beteiligten gemeinsam gefeiert werden soll. Daher werden nicht immer die höchsten Schwierigkeitsgrade errichtet, die der jeweiligen Colla möglich wären, und eine Diada Castellera hat keinen Gewinner oder eine Siegerehrung. Dennoch folgten die Beteiligten immer auch einem Wettbewerbsgedanken. Schon vor Festlegung eines Ranking gab es eine Vorstellung darüber, welche Castells mehr oder weniger Bedeutung gegenüber anderen haben. Trotz unterschiedlicher Stärken und Schwächen der verschiedenen Collas lassen sich einige allgemeine Kriterien zur Festlegung des Schwierigkeitsgrades finden:
- Die Höhe: Tendenziell ist ein höheres Castell schwieriger, weil es mehr Kraft und Stabilität erfordert. Ein Castell mit neun Ebenen ist daher bedeutender als eines mit acht. Höherwertiger ist das Castell mit der höheren Anzahl von Ebenen ohne zusätzliche Unterstützung durch Folre oder Manilles.
- Die Struktur: Die komplexen Castells sind schwieriger als jene mit einfacher Struktur. Für letztere gilt, dass ein Castell umso instabiler ist, je weniger Castellers es pro Ebene besitzt. Die aufsteigende Reihenfolge ist demnach: Vierer-Turm, Dreier-Turm, Zweier-Turm, Pfeiler (Pilar). Der aufsteigende Schwierigkeitsgrad für die komplexen Castells ist: Fünfer-Turm, Vierer-Turm mit Pfeiler (Quatre amb l’Agulla), Neuner-Turm.
- Die Technik: Die Castells werden schwieriger, wenn die zusätzlichen Unterstützungsebenen Folre oder Manilles entfallen. Ein 2de8f Dos de Vuit amb Folre ist sehr viel schwieriger, wenn er ohne Folre errichtet wird. Der Schwierigkeitsgrad erhöht sich auch, wenn ein Castell „von unten“ (per sota) aufgebaut wird.
- Die Schwierigkeit und die Statistik: Je länger ein Castell vergeblich versucht wurde, desto schwieriger ist es offensichtlich. So gelang erst 1998 nach vielen Versuchen der erste 4de9 Quatre de Nou des Jahrhunderts. Auch gilt ein Castell als schwierig, wenn dessen Aufbau nur selten gelingt. Für den Pde9fmp Pilar de Nou amb folre, manilles i puntals gab es bis Ende 2022 insgesamt nur drei Intents innerhalb von 20 Jahren und konnte nur einmal aufgebaut werden (carregat). Im Vergleich zum 3de10fm benötigt man zwar sogar etwas weniger Castellers (trotzdem um die 600...), aber ein traditioneller Aufbau der drei Stützringe (folre, manilles, puntals) über der Pinya würde viel mehr Zeit in Anspruch nehmen. Dabei würden aber durch den Kraftverschleiß der Castellers der Pinya und des Folre, die üblichen Oszillationen des Turms immer größer werden. Insofern haben die Castellers de Vilafranca im Assaig an einer Neukonfiguration und Synchronisation der Abläufe gearbeitet, um den Turm schnellstmöglich aufzubauen, bevor er zu sehr ins Schwingen gerät.

Die Kombination all dieser Kriterien wird zur Bewertung der verschiedenen Castells herangezogen. Bei einer konkreten Bewertung wird außerdem noch berücksichtigt, ob das Castell wieder abgebaut (descarregat) werden konnte, oder ob es nach dem Handzeichen des Enxeneta einstürzte. In diesem Falle gilt er nur als carregat („aufgebaut“) und erhält einen Punktabzug. Es wird dann beispielsweise 3de8(c) benannt.
Nachfolgend sind die zehn höchstbewerteten Castells gemäß der für den Concurs de Castells 2024 geltenden Bewertungstabelle. Das Datum und die Colla des ersten Aufbaus und des ersten erfolgreichen Wiederabbaus sind jeweils angegeben. Dabei ist zu beachten, dass die mit * markierten Castells auch schon im 19. Jahrhundert während des „Ersten goldenen Zeitalters der Castells“ errichtet wurden. Die mit # markierten Castells bekommen eine geringere Punktzahl, weil sie bislang noch nicht
abgebaut wurden.
| Das höchstbewertetste Castell                        | Kurzbeschreibung                                                                | Wertung | erstmals aufgebaut (carregat)                      | erstmals wieder abgebaut (descarregat)    |
| ---------------------------------------------------- | ------------------------------------------------------------------------------- | ------- | -------------------------------------------------- | ----------------------------------------- |
| 3de9sf Tres de Nou sense folre * #                   | 3 Personen stark / 9 Ebenen hoch                                                | 3570    | 27. Oktober 2019 Colla Vella dels Xiquets de Valls | - / -                                     |
| 4de10fm Quatre de Deu amb Folre i Manilles           | 4 Personen stark / 10 Ebenen hoch. 2. und 3. Ebene verstärkt.                   | 3510    | 22. November 2015 Minyons de Terrassa              | 22. November 2015 Minyons de Terrassa     |
| Pde9fmp Pilar de Nou amb Folre, Manilles i Puntals # | 1 Person stark / 9 Ebenen hoch. 2., 3. und 4. Ebene verstärkt.                  | 3410    | 1. November 2022 Castellers de Vilafranca          | - / -                                     |
| 3de10fm Tres de Deu amb Folre i Manilles             | 3 Personen stark / 10 Ebenen hoch. 2. und 3. Ebene verstärkt.                   | 3405    | 15. November 1998 Castellers de Vilafranca         | 22. November 1998 Minyons de Terrassa     |
| 2de8 Dos de Vuit *                                   | 2 Personen stark / 8 Ebenen hoch.                                               | 3300    | 1. November 1999 Castellers de Vilafranca          | 1. November 2010 Castellers de Vilafranca |
| 2de9f Dos de Nou amb Folre #                         | 2 Personen stark / 9 Ebenen hoch. 2. Ebene verstärkt.                           | 3245    | 30. August 2005 Castellers de Vilafranca           | - / -                                     |
| 4de9 Quatre de Nou *                                 | 4 Personen stark / 9 Ebenen hoch.                                               | 3195    | 25. Oktober 1998 Minyons de Terrassa               | 25. Oktober 1998 Minyons de Terrassa      |
| 9de9f Nou de Nou amb Folre #                         | 9 Personen stark / 9 Ebenen hoch. 2. Ebene verstärkt.                           | 3190    | 1. November 2023 Castellers de Vilafranca          | - / -                                     |
| 3de9a Tres de Nou amb Folre i l’Agulla               | 3 Personen stark / 9 Ebenen hoch. 2. Ebene verstärkt. 7er-Pfeiler in der Mitte. | 2555    | 16. November 2008 Minyons de Terrassa              | 31. August 2009 Castellers de Vilafranca  |
| 4de9fa Quatre de Nou amb Folre i l’Agulla            | 4 Personen stark / 9 Ebenen hoch. 2. Ebene verstärkt. 7er-Pfeiler in der Mitte. | 2475    | 1. November 1995 Castellers de Vilafranca          | 1. November 1996 Castellers de Vilafranca |

Nachfolgend die drei bis dato (2023) höchstbewertetsten Diades mit 3 Castells und einem Pilar (die klassische "Vorführung" bei einer
klassischen Diada)
| 3 Castells und ein Pilar             | Wertung | Datum             | Colla                           | Diada                          |
| ------------------------------------ | ------- | ----------------- | ------------------------------- | ------------------------------ |
| 4de9sf + 3de9sf(c) + 2de8sf + Pde8fm | 12.275  | 27. Oktober 2019  | Colla Vella de Xiquets de Valls | St. Ursula                     |
| 4de10fm + 3de10fm + 3de9a + Pde8fm   | 11.680  | 20. November 2016 | Minyons de Terrassa             | Diada dels Minyons de Terrassa |
| 3de10fm + 2de8sf + 3de9a + Pde8fm    | 11.470  | 1. November 2015  | Castellers de Vilafranca        | Tots Sants                     |

### Verletzungsgefahr
Einstürze von Castells sind keine Seltenheit. In der Terminologie der Castellers nennt man das fer llenya (etwa „Kleinholz machen“). Trotz des sarkastischen Klangs wird der Ausdruck von den Beteiligten bewusst verwendet. Schließlich wissen sie, was es bedeutet, wenn ein Castell zu „Kleinholz“ wird. Erstaunlicherweise kommt es aber selten zu schweren Verletzungen. In der über 200-jährigen Geschichte der Castells in Katalonien sind bis dato insgesamt vier Todesfälle durch Einstürze bekannt. Besonders tragisch war der Tod eines zwölfjährigen Mädchens der Capgrossos de Mataró 2006: da die heute üblichen Schutzhelme für Aixecador und Enxaneta zwar kurz zuvor beschlossen worden waren, aber erst ab der folgenden Woche bei allen Collas eingeführt werden sollten. Inzwischen tragen auch die Dosos Helme. Darüber hinaus wird immer wieder überprüft, wie man die Castells für die Castellers selbst sicherer machen kann. Der beste Schutz vor Verletzungen ist aber die Vermeidung eines Einsturzes. Dies beginnt im Training, in welchem immer spezifischer die Anforderungen des Türmebauens trainiert werden. Im Gegensatz zu früher, als die Baixos und Segons neben den Assaigs nur Gewichte gestemmt haben. Man kann wohl auch deswegen feststellen, dass bei den Diades im Vergleich zu den letzten zehn Jahren die Llenyas gerade bei den schwierigen Castells abgenommen haben.
Darüber hinaus sind durch den Einsatz leichterer Castellers auf jeder Ebene ab den Baixs, die Castells insgesamt inzwischen viel leichter geworden – v. a. durch die Beteiligung von Frauen und Mädchen im Tronc, und nicht nur im Pom de Dalt. Deshalb ist der "Impact" nicht so massiv. Des Weiteren haben die Colles festgestellt, dass die Castellers des Folre bei Einstürzen häufiger Läsionen im Vergleich zu denen der Pinya erlitten. Insofern haben manche Colles 2017 begonnen, die Folres a l’antiga zu konfigurieren. Diese Folres "auf die alte Weise", werden wie die Pinyes angeordnet – alle Castellers legen die Arme in ihrer Reihe übereinander. So entsteht eine dichtere "Oberfläche", die die Castellers besser schützt – ohne dass die Stabilität des Castells darunter leidet.
Beim Concurs de Castells wurden im Jahre 2018 die Regularien dahingehend geändert, dass nur ein Castell carregat in die Punktwertung miteinfließen darf. Da nur drei Castells insgesamt für die Gesamtwertung zählen, soll verhindert werden, dass zu viele Castells gebaut werden, die am Limit der jeweiligen Colla sind. Zumindest sollten sie mal im Assaig abgebaut werden. Da der Concurs de Castells Trends für die Diades setzt, sieht man an den Statistiken, dass zunehmend mehr Castells (ohne Einsturz) abgebaut werden.
Für den Fall, dass es doch zu Verletzungen kommt, ist es seit längerem Pflicht, dass eine Diada nur stattfindet wenn mindestens ein Krankenwagen vor Ort ist. In statistischen Vergleichen mit anderen Sportarten (Fußball, Karate, ...) verletzen sich Kinder beim Türmebauen aber signifikant weniger.

## Ursprung und Geschichte
Die Ursprünge der Castells werden wie bei der Muixeranga in Tänzen des 17. und 18. Jahrhunderts gesehen. Diese Tänze, die Balls de Valencians, stellten religiöse Themen dar und endeten stets mit einem „Schlussbild“, bei dem ein oder mehrere Tänzer aufeinander stiegen. Verschiedene Tanztruppen versuchten, sich zu übertrumpfen, bis sich schließlich im letzten Drittel des 18. Jahrhunderts der Bau dieser Abschlusskonstruktionen verselbständigte und diese auch ohne Tanz aufgeführt wurden.

### ErsteColles Castelleresund das goldene Zeitalter der Castells
Der erste Nachweis von Colles Castelleres stammt aus der Stadt Valls im Alt Camp, wo schon 1801 zwei Colles Castelleres rivalisierten. Die Colla dels Pagesos („… der Bauern“) und die Colla dels Menestrals („… der Bürger“) waren die Vorläufer der heute bestehenden Colla Vella dels Xiquets de Valls („Ältere Gruppe der Jungs von Valls“) und der Colla Joves Xiquets de Valls („Jüngere Gruppe …“). Valls gilt daher als „Wiege der Castells“.

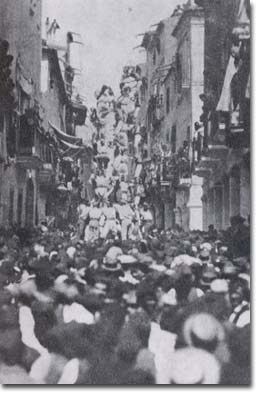
Zwei parallele 3de9f Tres de Nou amb Folre der Collas von Valls in Vilafranca 1862

Die Entwicklung der Castells war von Anfang an eng mit der wirtschaftlichen und sozialen Situation verbunden. So verschwanden die Castells in der Folge des Unabhängigkeitskrieges gegen Napoleon (1808–13) fast vollständig. Doch bereits 1819 wurde wieder das erste Castell mit acht Ebenen erbaut. Die erbitterte Rivalität der Collas aus Valls und die teilweise gewalttätigen Ausschreitungen zwischen ihren Anhängern führten zwischen 1819 und 1834 zu einem Verbot von Aufführungen in ihrer Heimatstadt. Die Castells wurden daraufhin verstärkt in den umliegenden Städten aufgebaut. In Vilafranca del Penedès entwickelte sich so eine große Anhängerschaft für diese zwei Collas, und sie wurden während des Aufführungsverbots in Valls jährlich bis zu dreimal zum Wettbewerb gegeneinander eingeladen. Unter Beteiligung zahlreicher Castellers aus Valls entstanden in dieser Zeit auch in Tarragona zwei Colles, die ersten außerhalb von Valls.

Der 4de9 Quatre de Nou der Colla Vella in Tarragona 1881 (zeitgenössische Zeichnung). Er gelang erst wieder 1998

Mit Beginn der zweiten Hälfte des 19. Jahrhunderts waren die Aufführungen der Castellers so eindrucksvoll geworden, dass sie sich zum Hauptereignis bei den Festen in der Region entwickelten. Zu dieser Zeit wurden bereits die größten Castells errichtet und sie gilt daher als das erste goldene Zeitalter der Castells.
Bereits 1851 gelang mit dem 3de9f Tres de Nou amb Folre die erste neunstöckige Konstruktion und 1853 wurden bei einer Diada Castellera in Torredembarra sechs Castells der höchsten Schwierigkeitsstufe errichtet, unter ihnen der erste 4de9 Quatre de Nou. Nach einer mehrjährigen Unterbrechung als Folge einer Choleraepidemie lebte die Rivalität der Collas aus Valls erneut auf. Kaum hatte die eine am 19. August 1858 in Vallmoll den ersten Pde8fm Pilar de Vuit am Folre i Manilles vollendet, ein achtstöckiger Pfeiler mit Unterstützungen auf der zweiten und dritten Ebene, zog die andere nur fünf Tage später in Alió nach. Dabei ist zu berücksichtigen, dass damals nur vollendete, das heißt wieder abgebaute Castells zählten und zuvor eingestürzte Konstruktionen oft nicht einmal erwähnt wurden. Alle Orte im Dreieck der Städte Vilafranca, Tarragona und Valls sahen in den folgenden Jahren die Vervollkommnung aller Typen von Castells.
Den Höhepunkt erreichten die Castells ab 1877 mit den höchsten Schwierigkeitsstufen bei nahezu jeder Veranstaltung. Die Diada Castellera zu Santa Tecla am 23. September 1881 in Tarragona gilt als die beste aller Zeiten. Die Collas aus Valls errichteten dabei unter anderen drei „saubere“ (net) Castells, das heißt ohne Unterstützung durch einen zweiten Stützring (folre). Beide Collas vollendeten den 2de8 net, die zwischenzeitlich Colla Nova genannte zweite Colla den 3de9 net und die Colla Vella den bis heute einzigen 4de9 net der Geschichte. Für den 3de9 net gibt es aber keine belastbaren historischen Quellen, im Gegensatz zum 4de9 net. Am 29. August desselben Jahres versuchte dies auch die Colla Nova, konnte ihn aber nur aufbauen. Eine weitere historische Diada war Santa Úrsula im Oktober 1883 in Valls. Die Colla Vella vollendete im dritten Versuch den 5de9f Cinc de Nou amb Folre, genannt la Supercatedral. Unmittelbar zuvor hatte sie das Castell zunächst nur aufbauen können und nach dem Einsturz einen weiteren Versuch abbrechen müssen.
Das letzte Castell mit neun Ebenen des 19. Jahrhunderts wurde 1889 errichtet. Von da an nahmen die Anzahl der Veranstaltungen und die Qualität der Castells stetig ab.

### Niedergang und erneuter Aufbruch

Castellers aus Valls beim Concurs de Castells in Barcelona 1902 im Parc de la Ciutadella

Das zwanzigste Jahrhundert begann mit einem steten Niedergang der Castells. Er ging einher mit der Reblauskatastrophe im katalanischen Weinbau, dem Spanisch-Amerikanischen Krieg und dem Ersten Weltkrieg. Innerhalb weniger Jahre waren nur noch Castells mit sechs oder sieben Ebenen zu sehen. Neben der Plage und den zwei kriegerischen Konflikten war der Niedergang aber auch auf einen ungenügenden Generationenwechsel in den vergangenen Jahren zurückzuführen; die Jüngeren wandten sich verstärkt anderen Aktivitäten wie dem Sport oder den Sardanes zu.
Der Concurs de Castells de Barcelona 1902 war der letzte Castells-Wettbewerb für die nächsten 30 Jahre. Es nahmen nur die zwei Collas aus Valls teil und die Türme bestanden aus maximal sieben Ebenen. Der letzte Vierer mit acht Ebenen wurde 1903 in Valls vollendet und fünf Jahre später noch einer in Vilafranca aufgebaut. Aber jedes Jahr waren es weniger Orte, die eine Diada Castellera veranstalteten und die Castells wurden immer seltener und minderwertiger. Die wenigen Collas außerhalb von Valls hatten sich längst aufgelöst.
Vilafranca hatte in den guten Jahren die eindrucksvollsten Castells gesehen. Aber auch jetzt in der Krise fanden noch regelmäßige Veranstaltungen statt. In manchen Jahren war am 30. August, zu Sant Felix, die einzige Diada Castellera des Landes und die Collas übten daher ausschließlich, um dort ihr Bestes zu geben. Möglicherweise wären die Castells vollständig verschwunden, wenn Vilafranca nicht Jahr für Jahr die Collas aus Valls verpflichtet hätte. Aus diesem Grund trägt der Platz vor dem Rathaus in Vilafranca den Ehrenzusatz Plaça més castellera („Castell-freundlichster Platz“).
Erste Anzeichen für einen erneuten Aufbruch wurden in den 1920er Jahren sichtbar. Und wieder gab die Rivalität unter den Collas den Antrieb. Zunächst gelang 1922 in Valls der 3de7ps Tres de Set per sota („von unten aufgebaut“) und der 3de8. Drei Jahre später erschien wieder eine Colla in Tarragona und 1926 auch eine in El Vendrell. Jede dieser jetzt vier Collas wollte die besten Castells bauen. Und so kamen 1932 zum ersten Concurs de Castells de Tarragona, dem ersten seit 1902 in Barcelona, fast 10.000 Zuschauer – aus Vilafranca verkehrte ein Sonderzug. Den Vorsitz der Jury hatte Pau Casals, ein begeisterter Anhänger der Castells, der sich schon seit drei Jahren für Ausrichtung dieses Wettbewerbs eingesetzt hatte.
Jetzt auch mit den Collas aus El Vendrell und Tarragona im Nacken, errichtete die Colla Vella 1932 endlich den lang ersehnten ersten 4de8 Quatre de Vuit des Jahrhunderts, der 4de8 („Großen Wagen“). Das war das Startsignal zur Rückeroberung der Castells. 1933 vollendete die Colla Nova dieses Castell und ein weiteres Jahr später gelang ihr auch der 3de8 Tres de Vuit. Diese hoffnungsvolle Entwicklung wurde aber bald durch den Bürgerkrieg von 1936 bis 1939 unterbrochen. Vorübergehend lösten sich alle bestehenden Collas auf.
Die Wiedererlangung der Castells war aber nicht mehr aufzuhalten. Unmittelbar nach Kriegsende bildeten sich 1939 die zwei Collas von Valls neu, mussten aber auf Druck der franquistischen Autoritäten zunächst fusionieren. Obwohl diese ungeliebte Zwangsgemeinschaft nicht einmal eine einheitliche Hemdenfarbe besaß, weil jeder seine bisherige behalten wollte, gelang ihr noch im selben Jahr erneut der „Großer Wagen“. 1947 trennten sie sich schließlich wieder, und in Valls herrschte wieder die gewohnte Rivalität. 1946 und 1947 gründeten sich auch die Rivalen aus El Vendrell und Tarragona neu. Den 4de8 sah man von da an mit einer gewissen Regelmäßigkeit. Nach mehreren vergeblichen Versuchen gelang 1948 endlich die Gründung einer eigenen Colla Castellera auch in Vilafranca. Damit gab es nun jeweils zwei Collas in Valls und Tarragona und jeweils eine in El Vendrell und Vilafranca.
In den Jahren 1964, 1965 und 1966 fanden in Barcelona auf Initiative eines Unternehmens Castells-Wettbewerbe statt. Da diese intensiv von den regionalen Medien begleitet wurden, erlebte die Welt der Castells von da an eine hohe öffentliche Aufmerksamkeit auch außerhalb des traditionellen Stammlandes der Castells.

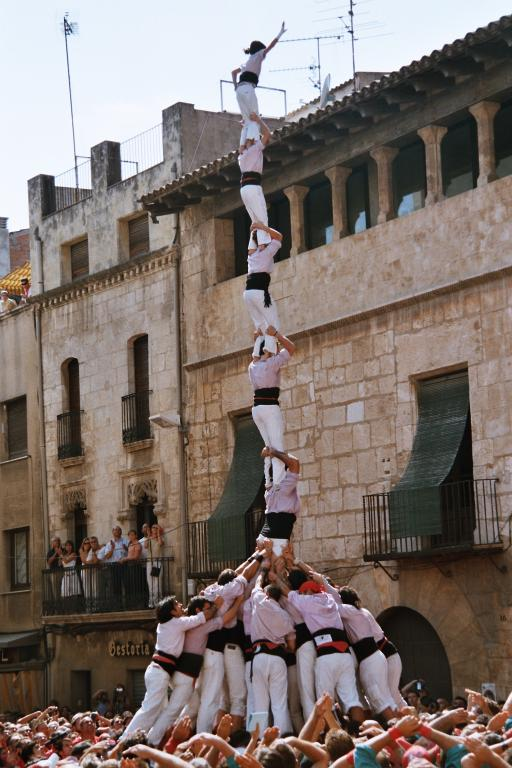
Pde7f Pilar de Set amb Folre der Minyons de Terrassa

Die stärkste Rivalität in den 1950er und 1960er Jahren bestand zwischen der Colla Vella aus Valls und den Nens del Vendrell. 1969 war der Höhepunkt dieser Rivalität erreicht. Zunächst vollendeten die Nens am 21. September den ersten sechsstöckigen Pfeiler (Pde6) des Jahrhunderts. Die Colla Vella antwortete am 12. Oktober mit dem ersten 5de8(c) des Jahrhunderts, der „Kathedrale“. Drei Tage später vollendeten die Nens innerhalb einer Veranstaltung den 4de8, den 3de8 und den Pde6. Eine solche Aufführung hatte noch niemand zu Lebzeiten gesehen. Am 26. Oktober wiederholte die Colla Vella ihre „Kathedrale“ und versuchte den ersten 2de8f Dos de Vuit amb Folre des Jahrhunderts. Als dann am 23. November die Nens auf eigenem Platz den Pde7f Pilar de Set amb Folre vollendeten, war dies die Krönung des Jahres. Dies war der Beginn einer mehrjährigen Vorherrschaft der Nens del Vendrell beim Bau der Pilars.
Mit Beginn der 1970er Jahre erstarkten die jetzt Colla Joves genannte zweite Colla aus Valls und die Castellers de Vilafranca, während die Nens del Vendrell ab 1975 deutlich abfielen. Von da an führten die zwei Collas aus Valls wieder die Welt der Castells an, dicht gefolgt von den Castellers de Vilafranca.

### Das zweite goldene Zeitalter der Castells
Die Diada de Santa Úrsula im Oktober 1981 in Valls wird als Beginn des zweiten goldenen Zeitalters der Castells angesehen. Die Colla Joves vollendete die erste „Kathedrale“ (5de8) und die Colla Vella vollendete gleich im ersten Versuch den 4de9f Quatre de Nou amb Folre. des Jahrhunderts. Der erste Neuner-Turm des Jahrhunderts öffnete das Tor zu zahlreichen Konstruktionen, die bisher als Utopien betrachtet werden mussten, da man darüber teilweise nur über 100 Jahre alte Berichte und Bilder Kenntnis hatte.

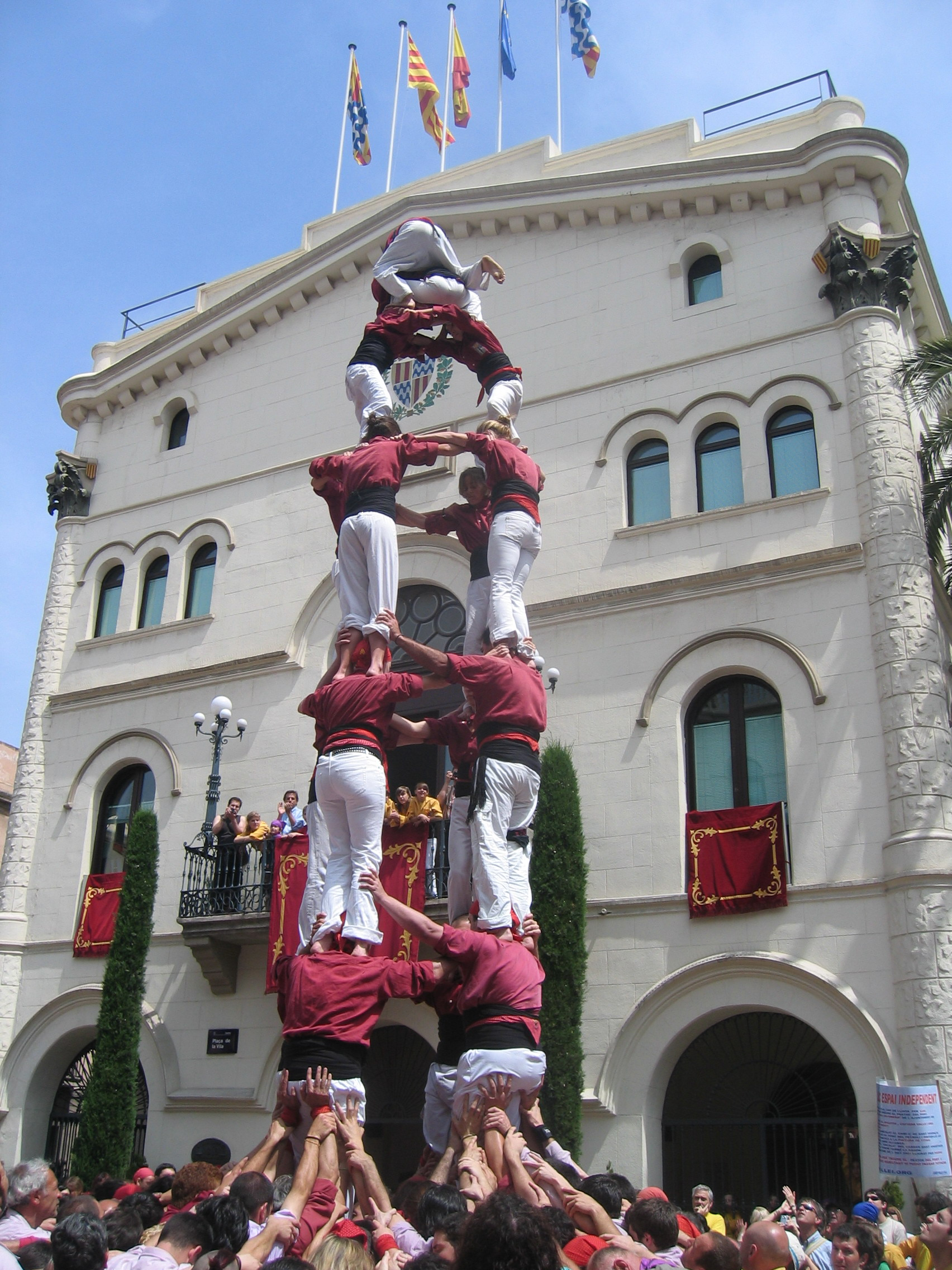
4de7 Quatre de Set der Castellers de Mallorca in Badalona

Diese Diada Castellera gab der Entwicklung der Castells in vielerlei Hinsicht einen deutlichen Impuls. Zum einen gab es immer häufiger hochwertige Castells, auch mit neun Ebenen. Zweitens entstanden als Folge der Berichterstattung durch Presse und Fernsehen (während der TV-Übertragung der Eröffnungszeremonie der Olympischen Spiele 1992 in Barcelona bauten 16 Collas auf der Laufbahn des Olympiastadions ihre Türme vor den Augen der Welt, was die Castells auf einen Schlag auch außerhalb Kataloniens bekannt machte) zahlreiche neue Collas Castelleras auch an Orten, in denen zuvor noch niemand etwas von Castells gehört hatte, sogar in Nordkatalonien und auf den Balearen. Und drittens verloren die Collas aus Valls und Vilafranca ihre Exklusivität bei den höherwertigen Castells. Diese wurden jetzt auch von zwei Collas aus Terrassa, zweien aus Tarragona und jeweils einer aus Reus und Barcelona errichtet.

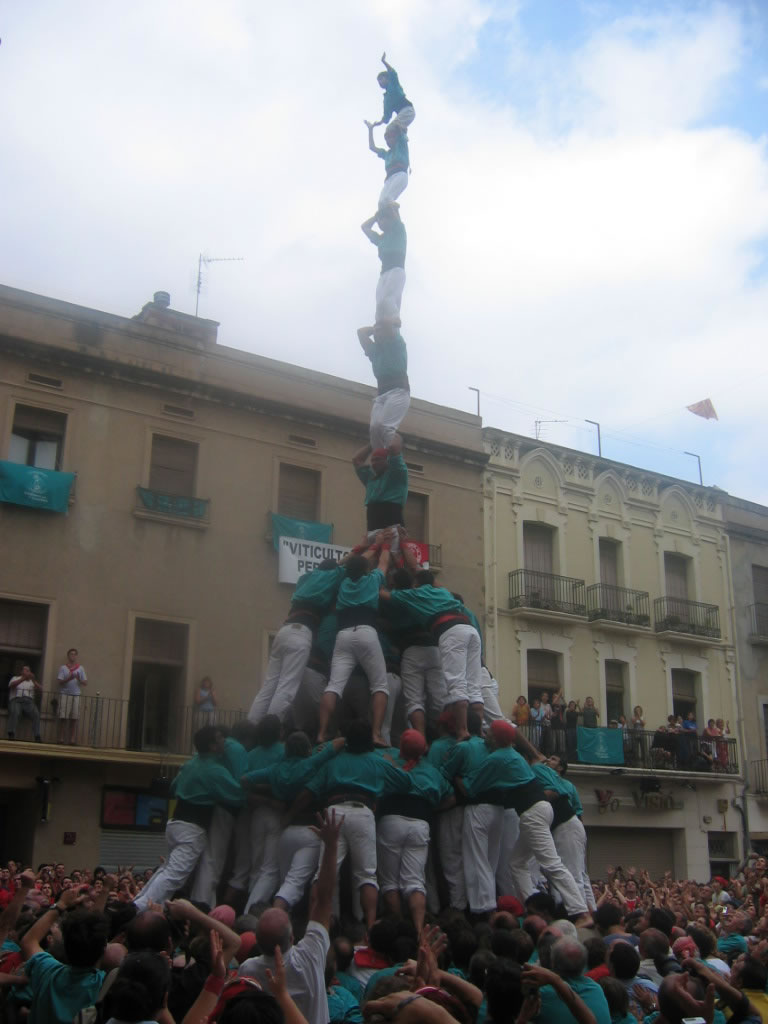
Pde8fm Pilar de Vuit amb Folre i Manilles der Castellers de Vilafranca

Nur ein Jahr nach dieser denkwürdigen Diada von 1981 gelang der Colla Vella das erste 3de9f Tres de Nou amb Folre des Jahrhunderts, und sie behielt für die folgenden Jahre die Überlegenheit bei den Neuner-Türmen. Erst als 1985 auch der Colla Joves dels Xiquets de Valls ihr 4de9f gelang, gab es zwei „Neuner-Collas“. 1987 stießen die Castellers de Villafranca zu diesem exklusiven Grüppchen hinzu und errichteten ein Dreier- und Vierer-Castell mit jeweils neun Ebenen. Bis dahin hatte niemals eine Colla von außerhalb Valls einen Neuner-Turm errichtet. Als dann 1988 auch die Minyons de Terrassa einen 3de9f errichteten, gab es vier „Neuner-Collas“ und eine gewisse Verunsicherung bei den Puristen, denn auch eine Colla außerhalb der Stammlande der Castells hatte jetzt das höchste Niveau erreicht.
1990 vollendeten die Castellers de Vilafranca erstmals zwei Neuner-Türme in einer Veranstaltung. 1992 steigerte die Colla Joves aus Valls diese Leistung, indem sie in einer Diada zusätzlich zu diesen Türmen auch die „Kathedrale“ (5de8) vollendete. Diese Kombination von 4de9f, 3de9f und 5de8 wird auch mit dem Begriff Tripleta Màgica – (‚Magisches Triple‘) zusammengefasst.

### Das Platin-Zeitalter der Castells
Im folgenden Jahr errichteten dann die Minyons de Terrassa ein Castell, das im vergangenen Jahrhundert nicht einmal versucht worden war: Der 2de9fm Dos de Nou amb Folre i Manilles, den ersten Turm mit zusätzlicher Stützkonstruktion auf der dritten Ebene, den „Manilles“. Dieses Castell markiert damit auch den Beginn des "erweiterten Repertoires" (Gamma extra). Im gleichen Jahr 1993 stieß mit der Colla Jove de Tarragona die fünfte Colla in den „Club der Neuner“. Jedes Jahr wurden neue Rekorde aufgestellt. 1994 wurden allein 34 Neuner-Türme vollendet und weitere zehn aufgebaut.

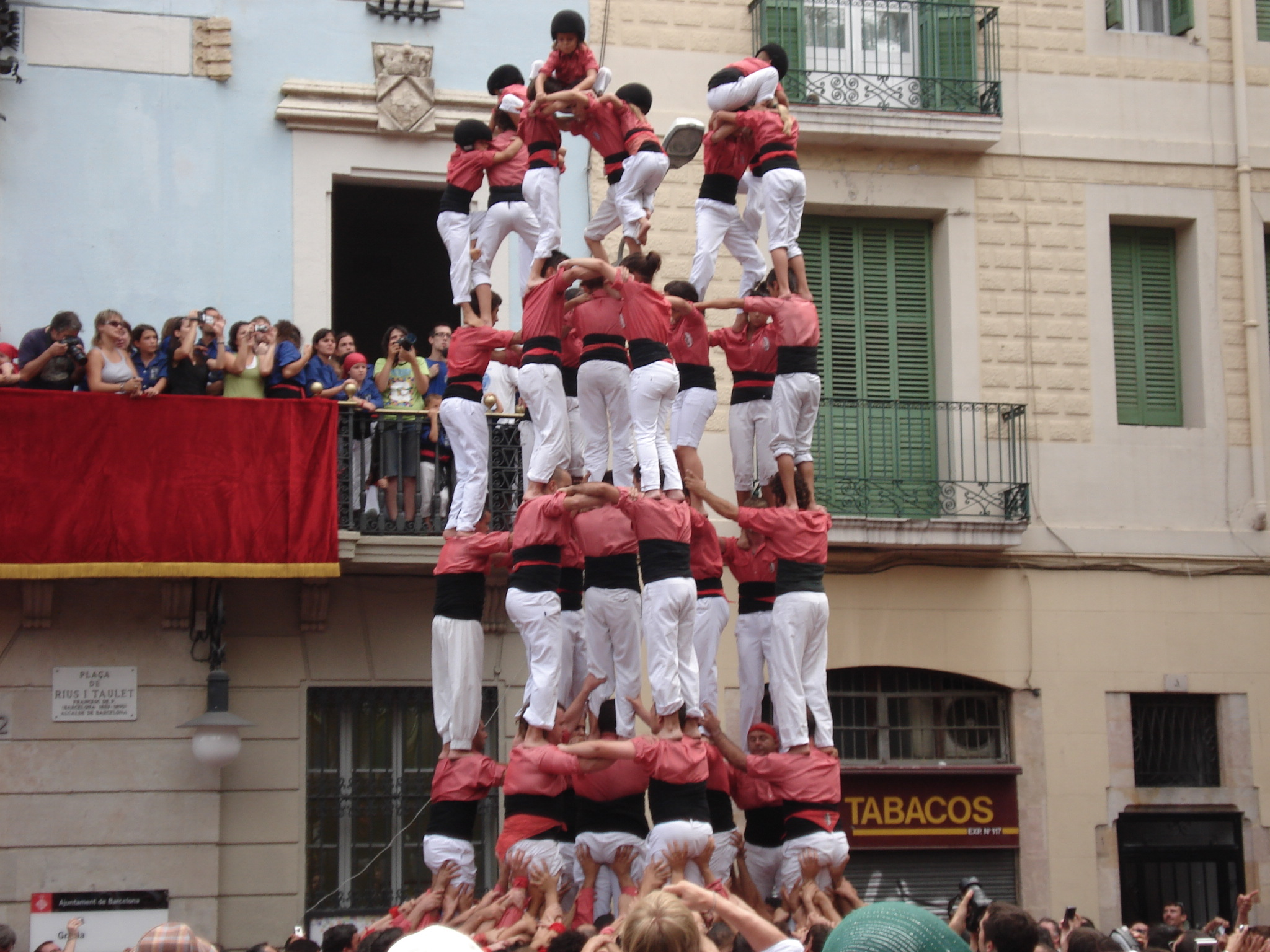
9de7 Nou de Set mit drei Enxanetes der Colla Vella dels Xiquets de Valls.

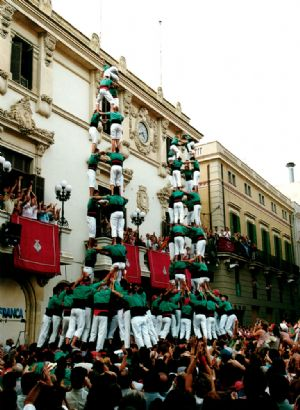
Als erste Colla bauten die Castellers de Vilafranca 2001 einen 4de9f und einen 3de9f simultan auf und wieder ab.

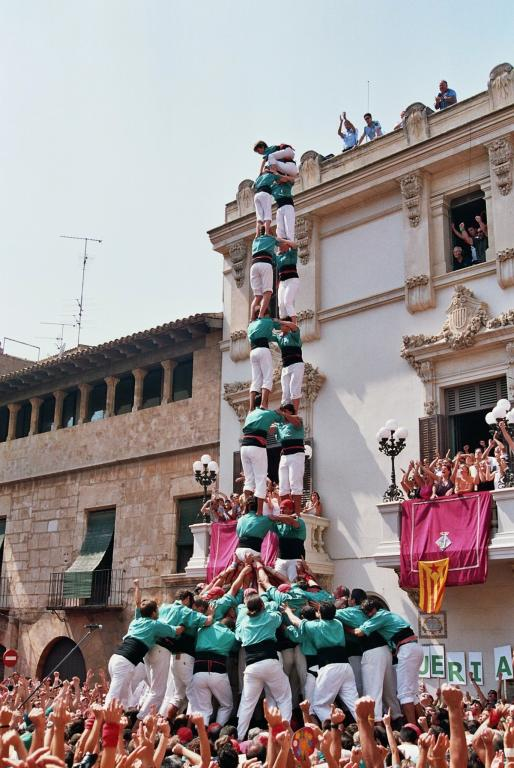
Der einzige 2de9f Dos de Nou amb Folre der Geschichte, 2005 von den Castellers de Vilafranca errichtet.

Ab 1995 entwickelten sich die Castellers de Vilafranca zur führenden Colla. Nachdem ihnen im Mai der Pde7f Pilar de Set amb Folre gelungen war, endete keine größere Veranstaltung ohne einen Pfeiler jenseits der Reichweite eines jeden Rivalen. Zu Sant Felix im August errichteten sie dann ihre ersten 2de9fm Dos de Nou amb Folre i Manilles und Pde8fm Pilar de Vuit amb Folre i Manilles. Diesen Pfeiler hatte man seit über hundert Jahren nicht mehr gesehen. Nur einen Monat später nutzten sie dann ihre Souveränität beim Bau von Pfeilern und Vierer-Konstruktionen und errichteten den ersten 4de8a Quatre de Vuit amb l’Agulla des Jahrhunderts. Dabei wird innerhalb des Vierer-Turms mit acht Ebenen ein Pfeiler mit sechs Castellers aufgebaut, der nach dem Abbau des Vierers alleine stehen bleibt. Einen weiteren Monat später folgte dieser Konstruktion eine weitere Steigerung. Das Castell erhielt einen Folre auf der zweiten Ebene und in den jetzt neun Ebenen hohen Vierer wurde ein Pfeiler von sieben Castellers errichtet. Diesen 4de9fa Quatre de Nou amb Folre i l’Agulla hatte es noch nie gegeben. Aber auch den Minyons de Terrassa gelang in diesem Jahr ein kaum für möglich gehaltenes Castell, der erste 5de9f Cinc de Nou amb Folre des Jahrhunderts, die Supercatedral.
Auch das bemerkenswerte Jahr 1998 wurde von den vier führenden Collas beherrscht. Zunächst gelang den Castellers de Vilafranca, das erste Castell mit zehn Ebenen der Geschichte aufzubauen, der 3de10fm Tres de Deu amb Folre i Manilles. Nur eine Woche später wiederholten die Minyons de Terrassa diese Konstruktion und bauten sie sogar ab. Außerdem vollendeten sie den ersten 4de9 (ohne Folre) des Jahrhunderts, der zweite überhaupt in der Geschichte der Castells. Die Colla Vella aus Valls errichtete zweimal den 4de9fa Quatre de Nou amb Folre i l’Agulla und es gelang ihr als zweite Colla die Vollendung eines Pfeilers mit acht Ebenen (P8fm). Die Colla Joves de Valls schließlich konnte ebenfalls den 5de9f in ihr Repertoire aufnehmen. Den letzten Achter-Turm, der seit dem 19. Jahrhundert nicht mehr errichtet worden war, vollendete die Colla Vella 1999, den 3de8ps Tres de Vuit per sota. Diese Dreier-Konstruktion wächst, indem sich die Castellers jeweils unter den Turm schieben und ihn um eine Ebene heben.
2000 war das Jahr der Collas aus Valls. Die Colla Vella gewann den Wettbewerb von Tarragona mit ihrem ersten 3de10fm und die Colla Joves errichtete in diesem Jahr allein sechsmal den 4de9 (ohne Folre). Einen vollkommen neuen Turm vollendete die Vella von Valls 2001: Eine achtstöckige Dreier-Konstruktion mit drei seitlich angeschlossenen Zweier-Türmen. Dieser 9de8 Nou de Vuit wurde durch drei Enxanetes abgeschlossen. Ihre technische, organisatorische und personelle Überlegenheit demonstrierten in diesem Jahr aber erneut die Castellers de Vilafranca. Als erste Colla baute sie zwei Neuner-Türme, einen 4de9f und einen 3de9f, simultan auf und wieder ab.
Die aktuellen (2023) Höchstschwierigkeiten sind die jeweils nur einmal errichteten 9de9f und der Pde9fmp. Beide wurden durch die Castellers de Vilafranca aufgebaut. Zweimal wurde der 3de9sf aufgebaut. Je einmal von der Colla Vella dels Xiquets de Valls und der Colla Joves dels Xiquets de Valls.
Jedoch werden diese Castells in der Punktwertung übertroffen, da sie zwar auf- aber nicht abgebaut wurden. Die Minyons de Terrassa konnten am 22. November 2015 den so höherbewerteten 4de10fm als Allererste auf- und auch abbauen. Das ist das Castell, mit der größten Anzahl an Castellers. Ca. 700 Personen sind für den Bau nötig.
Die bis dato höchstbewertetste Diada (die klassischen drei Rondes ("Runden") mit drei Castells und einem Pilar zum Abschluss) gehört aktuell (2022) der Colla Vella dels Xiquets de Valls mit der bislang einzigen Tripleta neta (den "sauberen Triple") 4d9sf, 3d9sf(c), 2d8sf und dem Pd8fm an St. Ursula 2019.

### Covid19-Pandemie: Castells im Lockdown
Die Perspektive und der Wunsch nach der sensationellen Diada St. Ursula 2019, den 3de9sf(c) 2020 vielleicht auch zu vollenden (descarregar), wurde durch die Covid19-Pandemie zerschlagen. Die letzten Castells wurden am 8. März 2020 errichtet, bevor Spanien in einen langen Lockdown ging. Das erste Castell (3d6) während der noch anhaltenden Pandemie im Rahmen der spanischen Hygieneregeln (die zu diesem Zeitpunkt bis zu 25 Personen bei einer Zusammenkunft erlaubten) wurde von den Castellers d’Esplugues am 17. November 2021 gebaut. Dazwischen kam der Trainingsbetrieb und die sozialen Zusammenkünfte aufgrund der hohen Infektionszahlen und der im Vergleich zu anderen europäischen Ländern sehr rigiden Hygieneregeln fast vollständig zum Erliegen.
Jedoch galten diese strengen Hygieneregeln nicht überall auf der Welt und somit wurde von den katalanischen Collas eine Meldung aus Sydney, Australien sehr ermutigend wahrgenommen: die Castellers de Sydney errichteten zu ihren zehnjährigen Bestehen am 20. November 2020 einen Pde4.
Mit Erstaunen wurde im Jahr 2022 das Niveau der katalanischen Diades registriert, die in der Spitze wieder das präpandemische Level erreichten: mit den Zehnercastells, einen fast gelungenen Intent des 3d9sf und der Höhepunkt mit dem Pd9fmp: das erste Castell mit vier Stützringen (folre, manilles i puntals).

### Die Castells heute
Der Aufschwung der Castells in den neunziger Jahren hat nicht nur dazu geführt, dass bis dahin undenkbare Konstruktionen errichtet wurden. Mit Unterstützung der Medien haben sich die Castells in diesen Jahren zu einer Art Modeerscheinung entwickelt. Große Aufmerksamkeit erhielten insbesondere die Castells, die im Rahmen der Eröffnungsfeier für die Olympischen Spiele 1992 in Barcelona vor den Augen der Welt errichtet wurden. 16 Colles errichteten 12 Castells auf der Laufbahn des Olympiastadions – gleichzeitig eines der wenigen Ereignisse, bei denen zwei Colles ein Castell gemeinsam bauten. Diese Medienpräsenz führte zur Gründung von Collas Castelleras auch an Orten ohne jede Tradition für Castells.
Bemerkenswert erscheint hier die Gründung der Colla Castellera de Madrid . Diese Colla „outete“ sich erstmals Anfang 2017. In ihren Wappen wird als Reminiszenz an den Ursprung der Castells in Katalonien, die Farben der Senyera (Katalanische Flagge) neben den Zeichen der Farben der Stadt Madrid getragen. Dies ist insofern einzigartig, da es in vielen Bereichen des Lebens eine klare Distanz zwischen Katalonien und (Rest-)Spanien und Madrid (als Hauptstadt Spaniens) im Speziellen gibt!
Diese Präsenz machte sie zu einem katalanischen Nationalsymbol. Beim Concurs de Castells in Tarragona und anderen wichtigen Diades wird oft die katalanische (National)hymne Els Segadors vor Beginn der Castells angestimmt und meistens sind die Gebäude an der Placa Castellera ("Platz für Castells") mit Senyeras beflaggt. Inzwischen gibt es auch zahlreiche Apps, die sich mit den Castells (bspw. Baròmetre Casteller) oder speziell mit den biannualen Wettbewerb (Concurs de Castells) beschäftigen.
2016 wurde qualitativ, wie auch quantitativ das bislang höchste Niveau erreicht. Insgesamt konnten ganze 22 Colles, ihre bisherigen erreichten Leistungsniveaus (die bestbewertete Diada) 2016 übertreffen. Das konnte man auch in der Spitze feststellen, als ganze 67 Castells enmanillats (mit der dritten Stützebene) errichtet wurden – in den 3 Jahren zuvor wurden jährlich um die 20 dieser Castells errichtet. Der bis dato für unmöglich gehaltene Superkoloss 4de10fm verlor 2016 seine singuläre Exklusivität aus dem Jahre 2015 – indem er ganze 6 Mal von drei Colles errichtet wurde.
Eine Erklärung hierfür ist zum einen die verkürzte bzw. abgeschaffte Trainingsphase (Assaig) im Winter. Das Training wurde intensiviert – die Colles üben statt der traditionellen zwei Mal, inzwischen dreimal die Woche. Die Castellers arbeiten auch gruppenspezifischer (Pinya, Folre …, Tronc und Canalla), an den jeweilig erforderlichen Techniken für ihre Positionen. Die Trainings- und Organisationsmethoden der Colles werden immer professioneller [bspw. der Einsatz von Sicherungsnetzen (Xarxes) im Training – dadurch probierten 1999 die Bordegassos de Vilanova im Assaig den wohl unbezwingbaren Pde7net (siebenstöckige Säule ohne 2. Verstärkung) und die Enxaneta oder eben Sete (7. „Stockwerk“) schaffte es bis auf die Position des Quint (5. „Stockwerk“)], das inzwischen sehr verbreitete Wissen über die genaue Konfiguration der Castellers je nach Castell, und Evaluation der Assaigs und Diades durch Videostudium. Dadurch konnte auch zum ersten Mal eine ausländische Colla, die Xiquets de Hangzhou aus China 2016 ein Neunercastell auf- und abbauen. Sie bekommen seit einigen Jahren von der Colla Vella dels Xiquets Valls „Entwicklungshilfe“. Seit 2017 gibt es mit appsistencia.cat eine App, die den Colles nicht nur die Organisation der Assaigs erleichtert, sondern auch die Konfiguration der Pinyes und Folres in Echtzeit vor Ort.
Eine neue Innovation stellt die erweiterte Nutzung von Stangen (Barres) und Leitern dar, die an den Wänden der Trainingshallen befestigt werden. Früher wurden sie genutzt, damit sich für die Pilars (Säulen) sich v. a. die unerfahrene Canalla an die Höhe gewöhnt. Inzwischen werden die Castells amb folre i manilles (i amb puntals) auch daran geübt – dabei wird nur die Hälfte der Castellers für den Assaig (Training) benötigt; den anderen "Part" übernimmt die Wand, denn es ist sehr schwierig, die große Anzahl der Leute, die für den Bau dieser komplexen Castells nötig ist, beim Assaig zusammenzubekommen.

### Der Wahlspruch „Força, Equilibri, Valor i Seny“
Força, Equilibri, Valor i Seny („Kraft, Gleichgewicht, Mut und Geist“) ist der Wahlspruch der Castellers. Damit werden die wesentlichen Eigenschaften beschrieben, die für ihre Werke erforderlich sind.
- Força („Kraft“): Die Ursprünge der Castells liegen in der bäuerlichen Tradition. Die damaligen Castellers waren schwere Arbeit und großen Kraftaufwand gewohnt. Diese Eigenschaft wird naturgemäß in den unteren Bereichen der Castells in hohem Maße gefordert.
- Equilibri („Gleichgewicht“): Die Notwendigkeit, auf den Schultern anderer Menschen zu stehen – meistens sogar gemeinsam mit anderen auf der gleichen Höhe – erfordert einen sehr guten Gleichgewichtssinn und großes Vertrauen in die Fähigkeiten der anderen.
- Valor („Mut“): Eine Eigenschaft, die alle Mitglieder haben müssen, die auf das Castell klettern, insbesondere die Kinder der oberen Ebenen, die Canalla.
- Seny („Geist“ oder besser „Gemeinschaftsgeist“): Bei der Planung eines Castells, dem Training und dem Aufbau auf dem Platz ist diese Eigenschaft erforderlich, da der Erfolg eines Castells von der gemeinschaftlichen Anstrengung aller abhängt.

## Die Musik

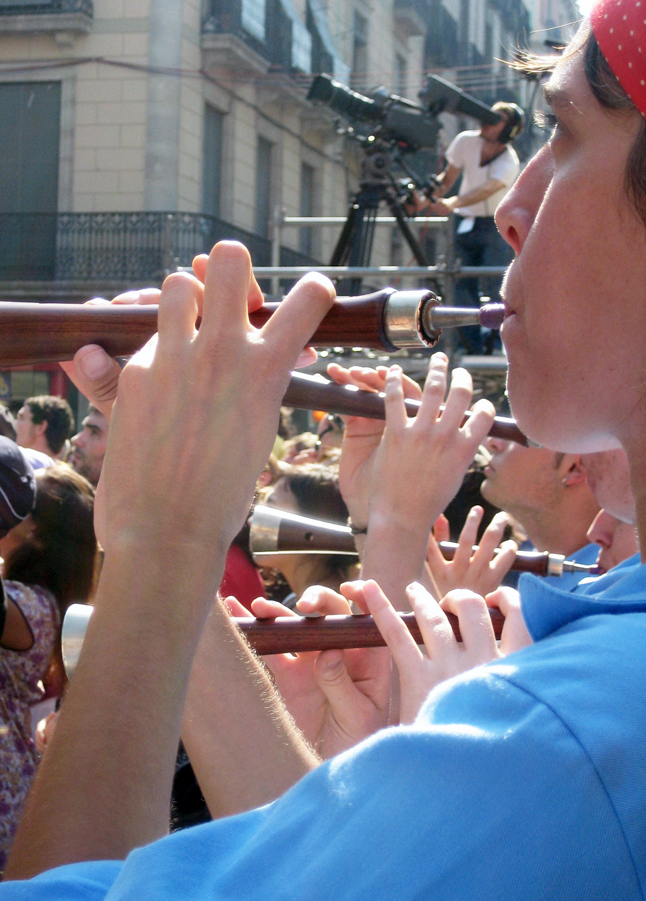
Gralles während einer Diada Castellera

Die Castells haben sich aus den Balls de Valencians entwickelt. Dabei hat sich die musikalische Begleitung durch die  Gralla, eine katalanische Schalmei, und die Timbales-Trommeln erhalten. Zu jeder Colla Castellera gehört daher eine Gruppe mit Musikanten, die Gralles.
Im Laufe jeder Vorführung von Castells, einer Diada Castellera, werden verschiedene traditionelle Melodien gespielt. Die bekannteste und unverzichtbare Melodie der Gralles ist der Toc de Castells („Lied der Castells“). Sie entstand gegen Ende des 18. Jahrhunderts gemeinsam mit der Verselbständigung der Castells aus den Tänzen. Die älteste erhaltene Notation stammt von 1834.
Der Toc de Castells begleitet die verschiedenen Phasen beim Aufbau eines Castells. Er setzt ein, sobald die Castellers den Turm auf fünf Ebenen unter den geplanten Turm gestellt haben. Bei einem Achterturm setzt die Musik also ein, wenn die Terços den Turm bis dahin für stabil genug halten und das Okay geben. Erst mit dem Einsetzen der Gralles wird dies als ein gültiger Versuch (Intent valid) gewertet.
Die Melodie beginnt mit einem Aufruf als Hinweis auf den „gültigen Versuch“. Anschließend wird der Aufbau musikalisch von zwei sich wiederholenden Elementen begleitet, bis der Enxaneta seinen Platz fast erreicht hat. Nach einem Übergang der Spannung wird die Krönung des Castells durch eine feierliche Tonfolge angezeigt. Durch die musikalische Begleitung erfahren alle Mitwirkenden den aktuellen Zustand des Castells, auch wenn sie keine Sicht darauf haben. Zum Abstieg setzen wieder die sich wiederholenden Elementen ein, bis sich die Pinya auflöst. Je nach Schwierigkeitsgrad des Castells folgt ein längerer oder kürzerer Ausklang. Falls das Castell einstürzt, endet die Begleitung sofort.
Üblicherweise betreten die einzelnen Collas den Platz mit einem Pilar caminant („gehender Pfeiler“), der in einer Seitengasse errichtet wurde. Während seines Aufbaus wird der erste Teil des Toc de Castells gespielt. Dieser geht dann über in den Toc d’Entrada a Plaça („Lied zum Einzug auf den Platz“), der gespielt wird, so lange der Pilar auf den Platz getragen wird und dort eventuell noch eine Drehung (girar el Pilar) macht und alle Zuschauer grüßt. Sobald der Enxaneta mit dem Abstieg beginnt, wird der Toc de Castells wieder aufgenommen und beendet.
Auf einigen Plätzen ist es Tradition, dass die abschließenden Pilars („Pfeiler“) zum Balkon des Rathauses getragen werden und der Enxaneta jeweils an einer Schärpe (Faixa) heraufgezogen wird. Auch dafür gibt es eine eigene Melodie.

## DieDiada Castellera
Den Aufbau von Castells bei Veranstaltungen nennt man eine Diada Castellera. Neben der örtlichen Colla – falls es eine gibt – werden zu einer Diada auch auswärtige Collas eingeladen. Sie bauen in der Regel jeweils drei Castells und zum Schluss einen Pilar („Pfeiler“). Neben den Hochburgen in Valls, Vilafranca, Tarragona oder neuerdings auch Terrassa oder Mataró kann auch in kleineren Orten mit großer Tradition der direkte Vergleich von Spitzen-Collas betrachtet werden. Beispielsweise treffen sich zwei bis drei „Große“ regelmäßig auch auf den Diades von Dörfern wie L’Arboç oder El Catllar.

### Plätze, Denkmäler und Kunstwerke

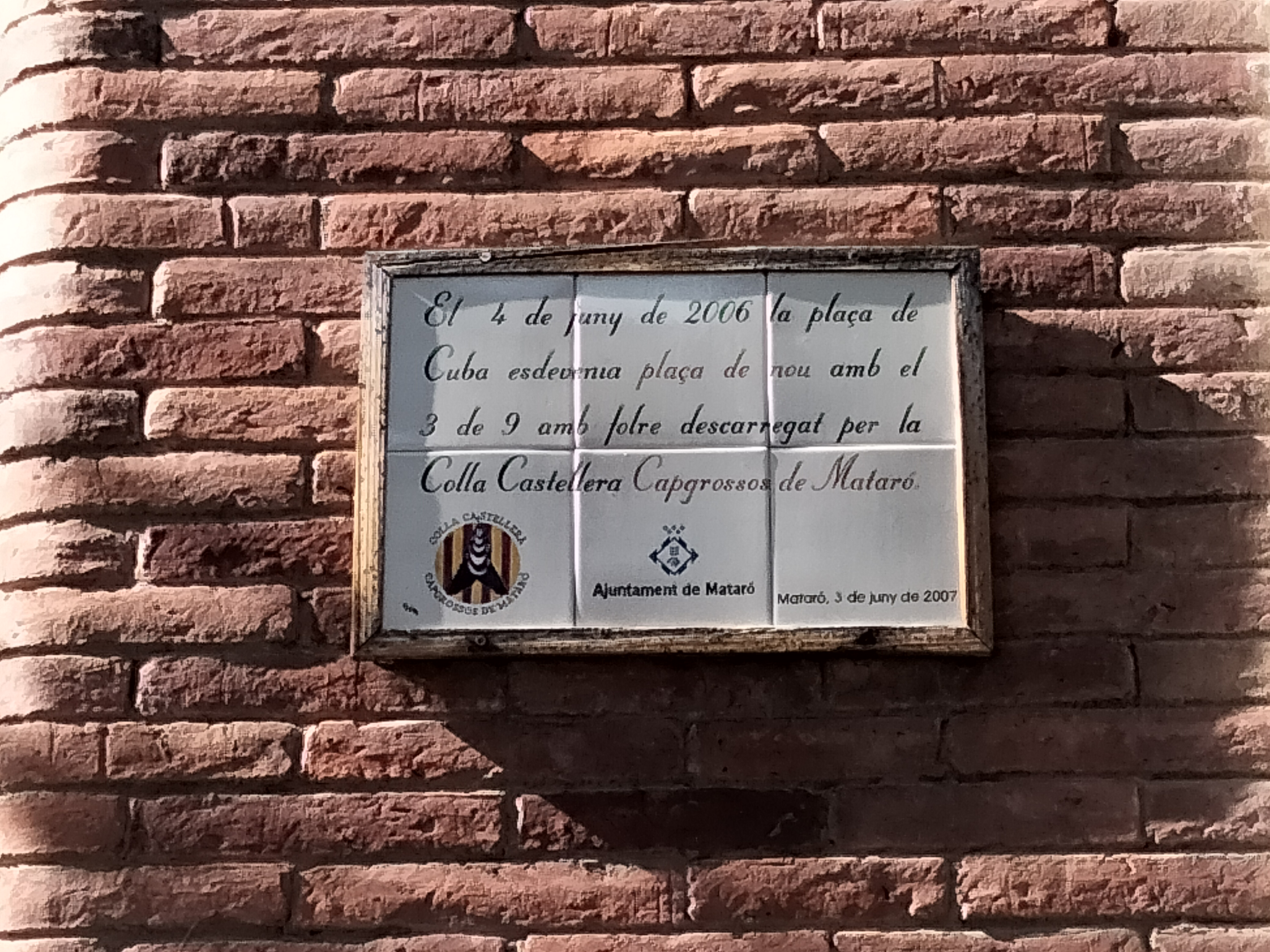
Tafel in Mataró: „Am 4. Juni 2006 wurde die Plaça de Cuba zu einer Plaça de 9 dank dem 4de9f der Colla Castallera Capgrossos de Mataró“

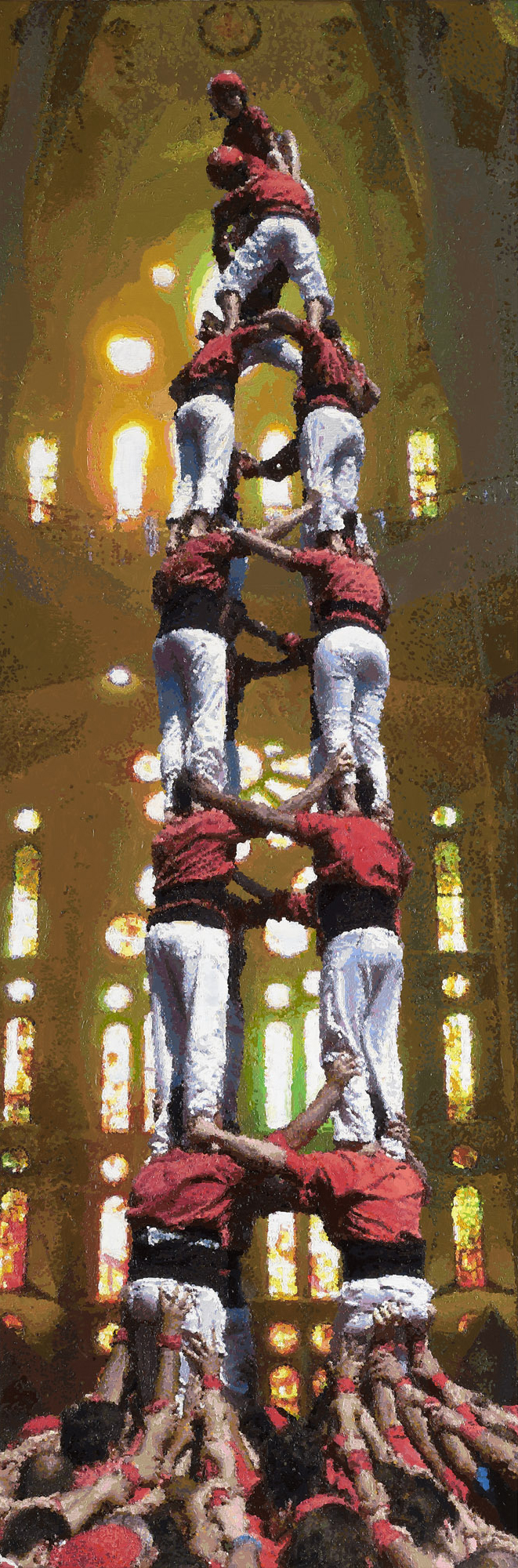
Römer + Römer,
»Castellers«, 2022

Die Diada Castellera findet in der Regel auf dem wichtigsten Platz des Ortes statt, meist nahe dem Rathaus. Wenn dort regelmäßig Diadas abgehalten werden, hat der Platz meistens den Zusatz Plaça Castellera („Platz für Castells“). Je nachdem welche Konstruktionen in der Vergangenheit dort zu sehen waren, wird er als Plaça de 8 bezeichnet, falls bereits Castells mit acht Ebenen zu sehen waren. Entsprechend gibt es auch eine Plaça de 9 oder Plaça de 10.

Monument für den Pd8fm Pilar de Vuit amb Folre i Manilles in Altafulla

Zahlreiche Orte haben ihren Collas Castelleras oder außergewöhnlichen Veranstaltungen in ihren Mauern Denkmälern gewidmet. Es ist nicht verwunderlich, dass das erste Denkmal 1951 in Valls errichtet wurde. Weitere folgten in ganz Katalonien. Ein besonders bemerkenswertes entstand 1989 in Altafulla, wo in natürlicher Größe ein Pde8fm Pilar de Vuit amb Folres i Manilles in einer Häuserecke auf dem Rathausplatz nachgebildet wurde.
Das über zehn Meter hohe Monument wurde als Hommage an den mythischen Pilar de Vuit des Jahres 1878 der Colla Vella dels Xiquets de Valls auf diesem Platz errichtet. Zur Einweihung bauten 19 Collas ihre Pilars auf dem Platz auf. 1999 errichteten die Castellers de Vilafranca direkt vor dem Denkmal den zweiten Pde8fm in der Geschichte dieses Platzes.
Eine weitere Großplastik befindet sich seit 1999 in Tarragona. Ebenfalls in natürlicher Größe steht in der Rambla Nova ein elf Meter hoher und zwölf Tonnen schwerer 4de8 Quatre de Vuit, der Klassiker der Castells (Bild siehe oben). Es besteht aus 219 detailliert herausgearbeiteten Figuren, unter denen auch Pau Casals, Pablo Picasso und Joan Miró in der Pinya zu erkennen sind.
Immer wieder beschäftigen sich Künstler in ihren Werken mit den Castellers und deren Menschentürmen: Um 1902 setzte sich Picasso schon im Alter von etwa 20 Jahren früh in seinem Werk intensiv mit den Castells und ihrer kulturellen Bedeutung auseinander und fertigte entsprechende Skizzen an. Eine dieser Skizzen ist groß als Fries am Gebäude des Collegi Oficial d’Arquitectes de Catalunya (COAC) in Barcelona abgebildet. Jahrzehnte später schuf der katalanische Künstler Miró ebenfalls ein sehr bekanntes Werk, das die Castells zum Thema hat: Els Castellers. Dieses abstrakte Bild von ihm entstand 1973. Und weitere nicht ganz 50 Jahre danach schuf das deutsch-russische Künstlerpaar Römer + Römer ihr Ölgemälde Castellers en la iglesia de Sagrada de Familia de Antonio Gaudí, das sie nach einem längeren Aufenthalt in der Künstlerresidenz Espronceda in Barcelona malten.

### Die Castellers

Castellers bereiten sich auf eine Diada in Vilafranca vor

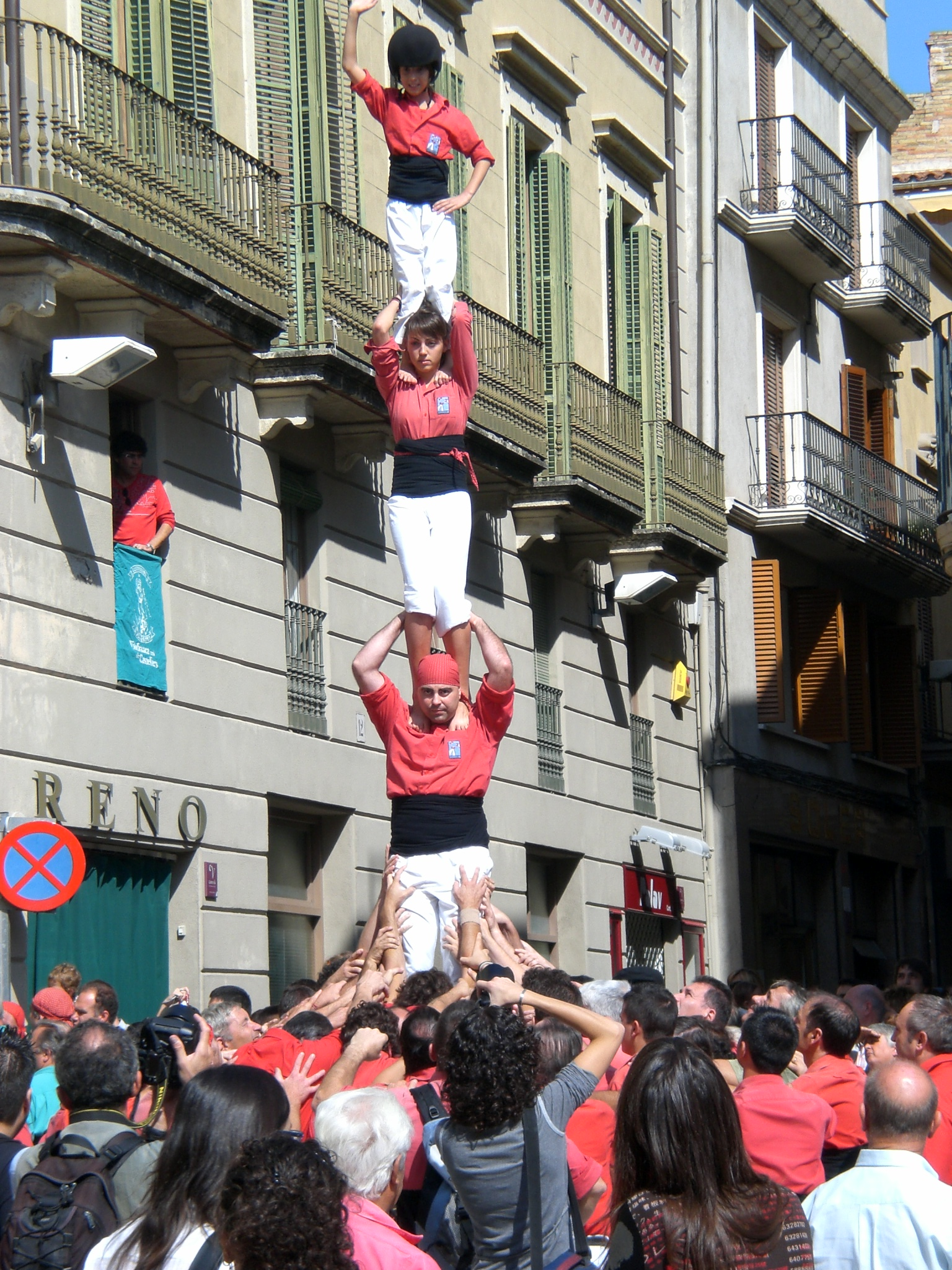
Der Pilar de Quatre der Nens del Vendrell wird auf die Plaça de la Villa in Vilafranca getragen

Der Platz einer Diada füllt sich meist sehr spät. Zunächst sieht man die Castellers vereinzelt, danach immer häufiger und in kleineren Gruppen in ihren jeweiligen Farben im Ort und in den Bars. Die Hosen sind traditionell weiß, die Hemden in der für die jeweilige Colla charakteristischen Farbe mit einem Wappen. Manchmal sind es ganze Familien. Erst unmittelbar vor Beginn der Vorführung sind die Castellers einsatzbereit.
- Die schwarze Bauchbinde (Faixa) wird in Höhe der Nieren fest angezogen, um die Lendenwirbel zu stützen und um den anderen Castellers als Aufstiegshilfe zu dienen.
- Das rote Taschentuch (Mocador) mit den weißen Punkten wird je nach Funktion des Castellers verwendet. Castellers der Basis, der Pinya, haben das Tuch entweder um die Haare gebunden, um zu verhindern, dass sie durch Füße gezerrt werden, oder um die Handgelenke, um untereinander einen zusätzlichen Halt vor dem Abgleiten zu bieten. Castellers im tronc, dem Stamm, binden das Tuch oft über das Knie, um den Castellers der oberen Ebenen einen zusätzlichen Halt beim Aufstieg zu geben.
- Die traditionelle Fußbekleidung sind die Espardenyas, auch wenn heute meist Sportschuhe getragen werden. Beim Bau der Castells tragen aber nur die Leute an der Basis Schuhe, da man barfuß besser klettern kann.
- Die kleinsten Mitglieder der Colla, Aixecador und Enxaneta tragen seit 2006, die Dosos seit 2010 einen speziellen 230 Gramm leichten Schutzhelm.

### EinQuatre de Vuitwird errichtet
Die Diada beginnt. Aus einer Seitenstraße ertönt der Toc d’Entrada a Plaça („Lied zum Einzug auf den Platz“) und eine Menschengruppe mit einem Pilar („Pfeiler“) in der Mitte nähert sich dem Platz in erstaunlicher Geschwindigkeit. Meist besteht der Pilar aus vier oder fünf Castellers. Manche Collas machen nach diesem Einzug, der durchaus auch über hundert Meter lang sein kann, noch eine vollständige Drehung (girar el Pilar) um ihre Achse, damit der Enxeneta alle Anwesenden grüßen kann. Sobald der Pilar abgebaut ist, wiederholen die anderen Collas den Einzug, bis alle auf dem Platz sind. Anschließend ist die Mitte des Platzes gefüllt von Gruppen von Castellers mit jeweils gleichfarbigen Hemden.
Nach kurzer Zeit beginnen die eigentlichen Castells. Traditionell erstellen die Collas jeweils eine gleiche Anzahl von Konstruktionen. Die Reihenfolge der Collas und der Standort auf dem Platz wurden zuvor ausgelost. Sobald sich aus einem rot- grün- oder blaufarbenen Menschenhaufen Arme in die Luft strecken, erkennen bereits viele Anhänger der Castells, welche Konstruktion vorbereitet wird.

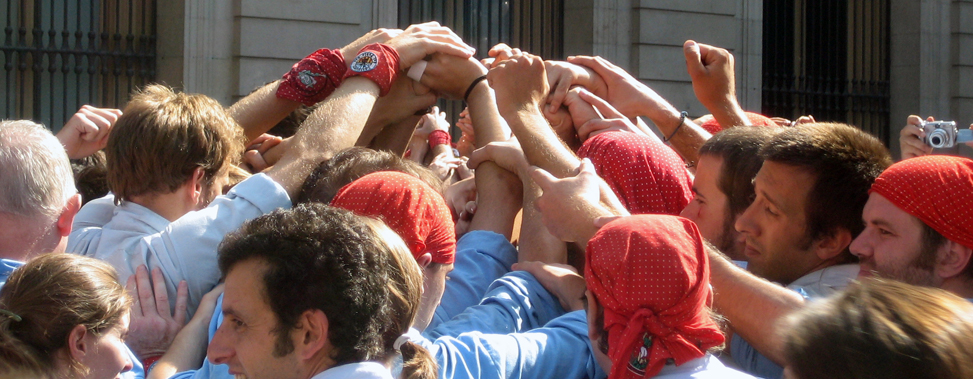
Eine Pinya wird gebildet

Die Grundlage eines jeden Castells bilden stets die Unterleute in der Pinya, die Baixos. Im Fall eines 4de8, müssen diese vier Baixos ein gleichmäßiges, stabiles Quadrat bilden. Damit es nicht auseinandergedrückt wird, stellt sich jeweils ein weiterer Casteller hinter die Baixos. In den Innenraum zwängen sich ebenfalls vier Castellers (Agulles), stützen mit der Brust das Quadrat und heben die Arme, um später die Unterschenkel der Castellers der zweiten Ebene zu stützen. Weitere Castellers (Crosses) schieben sich jeweils unter jede Schulter der Baixos. Wegen der geringeren Körpergröße sind das öfters auch Frauen. Schließlich werden die Baixos und deren Hintermänner seitlich gesichert (Laterals) und es werden Arme ( Primeres y Segones Mans) gehoben, um auch von der Rückseite die zweite Ebene stützen zu können. Die restliche Pinya bildet sich dahinter.

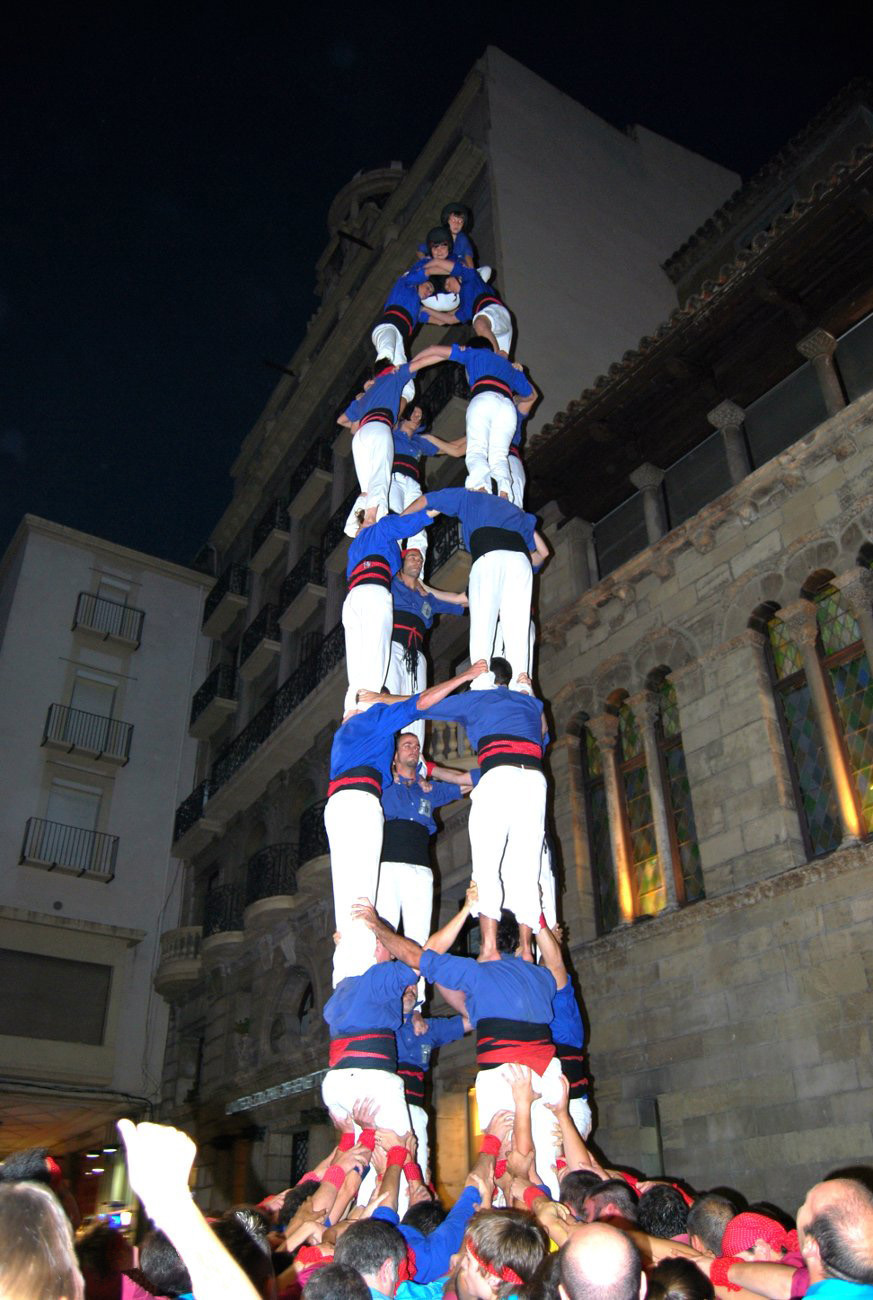
4 de 8 Quatre de Vuit der Castellers de la Vila de Gràcia in Lleida (24-10-2009)

Anschließend steigen die Castellers der zweite Ebene, die Segons, auf die Pinya und stellen sich auf ihre jeweiligen Baixos. Sie stützen sich mit den Armen ab und die entsprechenden Leute der Pinya stützen ihre Beine. Wenn das Quadrat weiterhin stabil ist, steigen die Castellers der dritten Ebene auf, die Terços. Hat sich auch jetzt die Struktur des Castells nicht verzogen, ertönt ein lautes amunt! („aufwärts“) und die Castellers der vierten Ebene, die Quarts, steigen auf. In diesem Augenblick beginnen auch die Gralles mit dem Toc de Castells („Lied der Castells“). Das ist das Zeichen für einen gültigen Versuch (Intent valid) – es gibt kein Zurück mehr. Wenn die Terços nicht gut aufgestellt gewesen wären, hätte man den Turm wieder abgebaut (desmuntar) und die Gralles hätten nicht eingesetzt. Nach einigen Minuten wäre ein neuer Versuch unternommen worden.
Spätestens ab jetzt übernimmt der Cap de Colla (der Leiter der Colla) die Koordination des Aufbaus und gibt die Kommandos (Amunt! Rauf!) für den Aufstieg der jeweiligen Castellers an ihre Positionen. Während sich die Quarts der vierten Ebene auf den Terços positionieren, stehen die Quints bereits auf der Pinya und beginnen den Aufstieg. Gleichzeitig steigen die vier Kinder (Canalla), die den Pom de Dalt („Kuppel“) bilden werden, auf die Pinya. Sobald die Quints stehen, steigt die Canalla auf. Zunächst steigen die zwei Dosos auf zwei entgegengesetzten Seiten auf, halten sich an den Schultern und schließen so das Castell. Sie werden unmittelbar gefolgt durch den Aixecador, der sich auf die Dosos kauert. Er bildet die siebte Ebene des Castells. Gleich darauf folgt der Enxaneta als achte Ebene und als Abschluss. Er übersteigt den Aixecador und hebt den Arm, er macht l’Aleta. Damit ist das erste Ziel erreicht und das Castell errichtet (carregat).
Damit das Castell als abgeschlossen gilt, muss es wieder abgebaut werden. Dazu übersteigt der Enxaneta den Aixecador vollständig und klettert auf der entgegengesetzten Seite des Castells ab. Der Aixecador folgt auf der anderen Seite. Sobald diese ihre Plätze verlassen haben, folgen die zwei Dosos gleichzeitig und anschließend nach und nach der restliche Stamm. Wenn nur noch die Segons auf der Pinya stehen, ist das Castell abgebaut (descarregat) und damit vollendet.

## DieColles Castelleres
Wie die Sardana, bei der sich jeder, ob jung oder alt, einbringen kann, gelten auch die Castells als ein Symbol der Solidarität unter den Katalanen. So tragen die Starken die Schwachen und dennoch kommt es auf jeden einzelnen an. Für jeden findet sich eine geeignete Funktion. In den Hochburgen der Castells gibt es Mitglieder von Castellers-Familien, die im Laufe der Jahre vom Pom de Dalt eines Turms über den Stamm bis zur Pinya alle Aufgaben erfüllt haben.

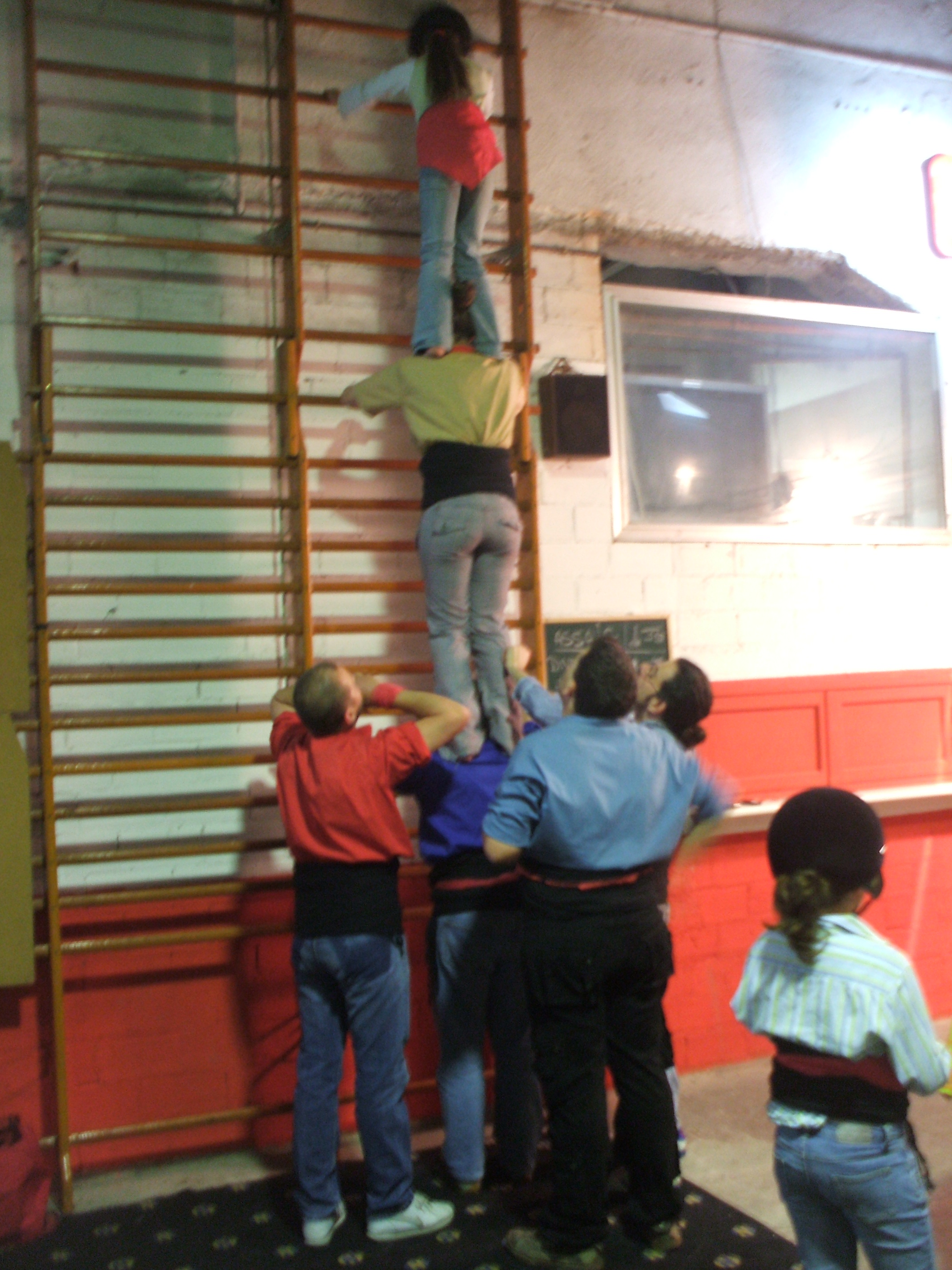
Trainingseinheit an der Sprossenwand

Die Colles Castelleras haben sich über viele Jahre zu einem Katalysator für die soziale Integration entwickelt. In ihnen kann jeder mit dem Willen mitmachen, beim Aufbau eines gemeinsamen Projektes zu helfen und die Erfolge nicht individuell, sondern nur gemeinschaftlich zu erringen. Daher fühlen sich viele Menschen von der Welt der Castells unmittelbar angezogen, unabhängig von Geschlecht, sozialem Stand, religiöser oder ethnischer Zugehörigkeit. Auch ist der Aufbau eines Castells so vielfältig, dass er für jede Körpergröße, Gewicht oder Stärke einen Platz bietet.
Das erste Ziel einer Colla ist immer die Steigerung ihrer eigenen Leistung, von Castell zu Castell und von Diada zu Diada. Dabei hängt die Leistung der einzelnen Colla nicht allein von der Höhe der Castells ab. Es spielen auch technische, organisatorische und personelle Schwierigkeiten eine Rolle. Obwohl die eigene Leistungssteigerung das erste Ziel ist, spornen auch die Erfolge der rivalisierenden Gruppen zum Aufbau immer komplexerer Strukturen an. Dies war schon so seit Gründung der ersten Collas Castelleras in Valls.
Außer dem Errichten von Castells bieten die Collas umfangreiche soziale und Freizeitaktivitäten, insbesondere für die Kinder.
Nach dem Niedergang der Castells zu Beginn des 20. Jahrhunderts übernahm die Colla Vella dels Xiquets de Valls ab 1932 die Führerschaft bei der Wiedererlangung der Castells. Gemeinsam mit der Colla Joves, dem damals einzigen ernsthaften Rivalen aus derselben Stadt, bestimmten sie die neue Entwicklung in der Welt der Castells bis Ende der 1970er Jahre. Dann stießen zunächst die Castellers de Vilafranca und ab den 1990er Jahren auch die Minyons de Terrassa in den engeren Kreis an der Spitze der Castells. Seither führen diese vier Collas regelmäßig die Bestenliste in abwechselnder Reihenfolge, wenn auch in den letzten Jahren mit einem deutlichen Vorteil für die Castellers aus Vilafranca. Seit dem Concurs de Castells im Jahre 2014, zählt auch die Colla Jove Xiquets de Tarragona, als sie den 3de10fm aufbauten zum „Club der Zehner“, was der Colla Joves de Xiquets de Valls bislang noch nicht gelungen ist.

### Colla Vella dels Xiquets de Valls

Die Colla Vella dels Xiquets de Valls hat eine über 200 Jahre alte Geschichte. Ihre Ursprünge liegen um das Ende des 18. Jahrhunderts, im Umfeld der religiösen Tänze Balls de Valencians. Dokumentiert wird die Colla erstmals 1801 als Colla dels Pagesos („…der Bauern“), die Castells errichtet. Im 19. Jahrhundert war sie der Pionier aller großen Konstruktionen, die teilweise erst nach über hundert Jahren wieder erreicht wurden.
Die Colla Vella hat seit ihrem Bestehen an nahezu allen Wettbewerben teilgenommen. Den seit 1980 regelmäßig stattfindenden Wettbewerb in Tarragona gewann sie zuletzt im Jahr 2000 mit einem 3de10fm. In den anderen Jahren erreichte sie immer einen der ersten drei Plätze. Im Jahre 2018 konnten sie mit dem Sieg nach 18 Jahren Durststrecke wieder die "Ehre" nach Valls zurückbringen. 2019 schafften sie als erste und bislang einzige Colla die Tripleta neta (das "saubere Triple") mit den 4d9sf, 3d9sf(c), 2d8sf – zusammen mit einem abschließenden Pilar, den Pde8fm gehört ihnen aktuell die "beste" Diada.
Im sozialen Bereich hat sich die Colla Vella durch große Projekte wie eine eigene Wohnungsbaugenossenschaft oder das erste Freizeitheim einer Colla Castellera ausgezeichnet, aber auch durch eine enge Zusammenarbeit mit ihrer Stadt Valls bei Sozialthemen. Neben vielen anderen Ehrungen erhielt die Colla Vella dels Xiquets de Valls auch den Creu de Sant Jordi-Preis der Generalitat de Catalunya.
Heute besteht die Colla aus rund 500 aktiven Castellers, einer Gruppe von Musikanten, den Gralles, und weiteren rund 1000 Mitgliedern. Die Castellers der Colla Vella tragen roséfarbene Hemden zu ihren weißen Hosen.

### Colla Joves dels Xiquets de Valls

Obwohl die Colla Joves in der heutigen Form erst 1971 gegründet wurde, kann sie auf eine ununterbrochenen Reihe von Vorgängervereinen bis in die Anfänge der Castells zurückblicken. Als Colla dels Menestrals („… der Bürger“) wird sie bereits 1801 in Valls dokumentiert. Ihr hochwertigstes Castell ist der 3de9(c) (Tres de Nou (sense folre) carregat), den sie im Oktober 2019 in Valls errichteten. Aufgrund ihrer viel geringeren Anzahl an Mitgliedern (im Vergleich zu den Castellers de Vilafranca oder der "Vella" de Valls) ist es ihnen kaum möglich sich den "kolossalen" Castells zu stellen und in den "Club der Zehner" aufzusteigen. Aufgrund ihrer exzellenten technischen Fähigkeiten konzentrieren sie sich somit auf die Castells nets. Den Creu de Sant Jordi-Preis erhielt die Colla Joves 1993.
Die Castellers der Colla Joves tragen rote Hemden zu ihren weißen Hosen. Die Farben orientieren sich am Stadtwappen von Valls.

### Castellers de Vilafranca
Trotz der großen Leidenschaft in Vilafranca del Penedès von Beginn an für die Castells gelang es erst 1948, eine Colla zu gründen. Schon zu Beginn gelangen dank der engen Bindungen zu anderen Gruppierungen die ersten Castells mit sieben Ebenen. Der bedeutende qualitative Sprung gelang Ende der 1960er Jahre und es wurden die ersten achtstöckigen Castells errichtet. 1972 gewannen sie schließlich den Wettbewerb von Tarragona. Größere vereinsinterne Umstrukturierungen führten dazu, dass erst Mitte der 1980er Jahre weitere Steigerungen möglich waren. 1987 konnten der erste 3de9f und 4de9f errichtet werden.
Ab 1995 folgte ein Erfolg dem anderen, unter anderem gelangen der erste P8fm und 4de8a des 20. Jahrhunderts, sowie der erste 4de9fa der Geschichte. Ein Höhepunkt stellte im wahrsten Sinne des Wortes dann die Errichtung des ersten zehnstöckigen Castells, den 3de10fm am 15. November 1998 dar. Sie schafften es erst 15 Jahre später, den 3de10fm am 30. August 2013 auf- und abzubauen Am 1. November 2010 bauten die Vilafranquins den ersten 2de8sf auf und ab und errichteten 2022 als allererste und bislang einzige Colla ein Castell mit drei Stützringen, den Pde9fmp. 2023 konnten sie ebenfalls als erste und bislang einzige Colla den 9de9f aufbauen. Seit 1996 wurde der zweijährige Wettbewerb von Tarragona bis auf das Jahr 2000, indem die Colla Vella dels Xiquets de Valls reüssierten, ausschließlich von den Castellers de Vilafranca gewonnen. Die Eigenschaft eines „Seriensiegers“ und das manchmal überheblich erscheinende Auftreten mancher Castellers und Anhänger dieser Colla führt dazu, dass sie außerhalb von Vilafranca öfters ambivalent aufgenommen wird: man bewundert ihre Leistung, gönnt ihnen aber auch eine Niederlage.
Heute besteht die Colla der Castellers de Vilafranca aus weit über 500 Aktiven jeden Alters. Die Castellers de Vilafranca tragen grüne Hemden zu ihren weißen Hosen.

### Minyons de Terrassa

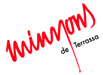

Die Minyons aus Terrassa hatten ihren ersten Auftritt am 14. Juli 1979. Obwohl Castells in der Stadt keinerlei Tradition hatten, eignete sich die Colla in kürzester Zeit die technischen Grundlagen an und eroberte sich rasch einen Spitzenplatz. Ihre Entwicklung in der Welt der Castells ist einmalig, sowohl was das Tempo betrifft, in dem sie sich die Castells der höchsten Kategorie mit neun und zehn Ebenen eroberten, als auch in der Rolle, die sie bei der Erneuerung der teilweise erstarrten Traditionen spielte. So waren die Minyons de Terrassa von Beginn an Pioniere bei der vollständigen Einbeziehung der Frauen und Mädchen in die Castells. Und sie widerlegten die traditionelle Überzeugung, dass es für einen guten Casteller, der große Konstruktionen meistern will, unabdingbar sei, sich über viele Jahre im Castell von oben nach unten durchzuarbeiten. Diese Überzeugung hatte schon manche neue Colla zu einer sehr langsamen Entwicklung verurteilt. 1993 erhielten die Minyons den Creu de Sant Jordi-Preis.
Die Minyons waren die erste Colla, der es gelungen ist, den 3de10fm, den Tres de Deu amb Folre i Manilles wie auch das Castell total, den 4de9 auf- und auch wieder abzubauen. Mit der Basilica, dem 5de9f und dem 4de9 waren sie auch die ersten, die diese mythischen Castells im 20. Jhd. wieder errichten konnten. Sie konnten auch als erste Colla ein gänzlich neues Castell des 20. Jhd., die Torre de Nou amb folre y manilles – 2de9fm errichten. Dies markiert auch den Beginn der platinen Ära, der Gamma extra – das besondere Repertoire. Am 22. November 2015 bauten sie als erste Colla zwei Castells mit 10 Ebenen auf und wieder ab – wobei sie mit den Auf- und Abbau des 4de10fm, den Quatre de Deu amb Folre i Manilles das bis dato höchstdotierte Castell nach der derzeitigen Punktetabelle des Concurs de Castells errichteten.
Obwohl sie eine Spitzenstellung in der Welt der Castells haben, lehnen die Minyons de Terrassa regelmäßig die Einladung zu dem zweijährigen Wettbewerb (Concurs de Castells de Tarragona) ab. Sie betrachten diese Veranstaltung mit ihrem rein wettbewerblichen Charakter als nicht geeignet, Castells angemessen zu präsentieren. Die Minyons tragen malvefarbene Hemden zu ihren weißen Hosen.

### Colla Jove dels Xiquets de Tarragona

Die Colla Jove dels Xiquets de Tarragona wurde 1979 gegründet. Sehr schnell erweiterte sie ihr Repertoire, bis sie bereits im Jahre 1993 zum „Club der Neuner“ vorstieß. Sie versuchten sich dann im Jahre 1994 als erste an der Supercatedral, den bis dahin im 20. Jhd. nicht errichteten 5de9f – als sie nach Höhen und Tiefen im Jahre 2011 diesen Koloss endlich aufbauen konnten, kulminierte der darauffolgend einsetzende „Höhenflug“ neben weiteren Castells der Gamma extra im Aufbau des 3de10fm am 5. Oktober 2014 während des Concurs de Castells in Tarragona, und den sie am 16. Oktober 2016 auch abbauen konnten. Sie sind nun die vierte Colla, die einen „Zehner“ bauen konnte.
Die Castellers der Colla Jove tragen violette Hemden zu ihren weißen Hosen.

### Verband der Colles Castelleres
Aktuell (2022) gibt es 104 Colles Castelleres. Sie sind im Verband Coordinadora de Colles Castelleres de Catalunya (CCCC) organisiert. Er wurde 1989 in Sant Pere de Ribes gegründet und vertritt die Interessen der Colles in Katalonien, den Balearen und Nordkatalonien. Eine seiner wichtigen Aufgaben ist die Sicherung eines angemessenen Versicherungsschutzes für die Mitglieder.
Die angeschlossenen Colles wählen jeweils auf drei Jahre einen Rat, der sich aus zwölf Vertretern unterschiedlicher Colles zusammensetzt.

## Regelmäßige Veranstaltungen (Festkalender)
Nachfolgend eine Auswahl größerer regelmäßiger Gelegenheiten, die Castells zu sehen. Darüber hinaus werden bei vielen Patronatsfesten (Festa Major) Castells errichtet.
- 24. Juni zu Sant Joan in Valls
- 23. September zu Santa Tecla in Tarragona
- 24. September: Mare de Déu de la Mercè in Barcelona (am Sonntag, der diesem Datum am nächsten ist)
- 30. August zu Sant Felix in Vilafranca del Penedès
- Erster Sonntag im Oktober in geraden Jahren großer Wettbewerb (Concurs de Castells de Tarragona) in der Tarraco Arena von Tarragona[17]
- Erster Sonntag nach dem 21. Oktober zu Santa Úrsula in Valls
- 1. November: Allerheiligen in Vilafranca del Penedès
- Dritter Sonntag im November: Diada Castellera der Minyons de Terrassa in Terrassa